# Bunuri mobile din domeniul artă plastică clasate în patrimoniul cultural național al României aflate în județul Cluj
Acestă listă conține bunurile mobile din domeniul artă plastică clasate în Patrimoniul cultural național al României aflate la momentul clasării în județul Cluj.

## Tezaur
| Foto | Informații generale                                               | Detalii tehnice | Descriere | Deținător                                        | Legături |
| ---- | ----------------------------------------------------------------- | --- | --- | ------------------------------------------------ | -------- |
|      | Călărețul albastru Autor: Mattis-Teutsch, Hans                    | Datare: nedatat Dimensiuni: 146x80 cm Material: ulei pe pânză | Compoziție abstractă cu forme curbilinii, albastre, roșu-magenta și oranj. Acestea se succed ritmic, înlănțuite, pe principiul pondere-contrapondere, generând o compoziție a cărei structură este sinuoasă, accentuată de contururile pe suprafețele curbe, realizate cu negru. În partea centrală două linii verticale negre acompaniate de alte linii albe dreapta sus, jos și în stânga tabloului, zona mediană, par a constitui un element de contrast, static, ce accentuează dinamica formelor rotunde. Fondul este verde deschis, cu inserții geometrice realizate cu verde mai închis. Tabloul este semnat dreapta jos cu albastru MT. Pe verso, pe pânză, înscrisurile în partea de sus MATTIS-TEUTSCH F. Waldi; prop. Familiei 1925-1930; 1'540/0'800; REITER. Pe stinghia transversală, în stânga, este lipită o etichetă de hârtie și apare înscris cu majuscule CĂLĂREȚUL ALBASTRU. | Muzeul de Artă, Cluj                             | Cimec    |
|      | Autoportret Autor: Szervátiusz, Jenő                              | Datare: 1956 Școală: Școală românească contemporană Dimensiuni: Î: 137,5 cm; La: 54 cm; A: 45,7 cm Material: lemn de platan, cioplire cu dalta, șlefuire, patinare cu ceară                                                                                      | Un trunchi mare care are sculptat la partea superioară autoportretul artistului, ținând mâna dreaptă lipită de față, iar în mâna stângă - jos, ține o daltă. La mijlocul compoziției este redat un cap de femeie care ține în brațe un copil. Cioplirea figurii în planuri abrupte contrastează cu planurile line ale trunchiului-cadru. Partea din spate a trunchiului de lemn este neprelucrată. Lucrarea este semnată și datată stânga lateral, pe verticală, gravat: SZERVATIUSZ J. 1956. | Muzeul de Artă, Cluj                             | Cimec    |
|      | István Széchenyi Autor: Barabas, Miklos                           | Datare: deceniul șase al secolului al XIX-lea Școală: Școala maghiară Dimensiuni: L: 1500 mm, LA: 1180 mm (în Registrul inventar - L: 1490 mm, LA: 1180mm) Material: ulei de pânză                                                                               | Portret compozițional în interior. Bărbatul de vârstă mijlocie, văzut în ușor semi-profil dreapta compus până mai jos de genunchi. Este plasat într-un interior, având în fundal dreapta, o vedere largă spre un peisaj. Portretul îl reprezintă pe contele Szechenyi Istav (1791-1860). Are o ținută solemnă. Ovalul feței este încadrat de părul pieptănat într-o parte, de favoriți și barba scurtă negre. Fața tratată în tonuri tonuri surdinizante de portocaliu, roz, verde. Mâna stângă o ține la brâu, iar cu cea dreaptă - în care ține strâns o pereche de mănuși, se sprijină de masă. Ținuta personajului este alcătuită dintr-un dolman cu brandenburguri, la mijloc este încins cu brâu din fireturi la care, în partea stângă atârnă o sabie de ceremonie în teacă. Pe piept, în partea stângă prezintă patru decorații. Peste tunică poartă o mantie bordată cu blană, cu căptușeală roșie. Pantalonii sunt de culoare roșu-englezesc, având pe lateral două fâșii înguste de vipușcă de un auriu prețios. Pe masa din stânga compoziției, acoperită cu o țesătură verde, se află câteva instrumente de scris (călimară, pene de scris) și o foaie de hârtie (document sau scrisoare). În fundal, partea stângă a lucrării o draperie roșie, iar în cea dreaptă apare un peisaj (detaliu). În stânga sus, blazon și inscripție. Semnat și datat dreapta jos cu brun-închis- Barabas, 1860. Pe versul pânzei „W. Koller& Co in Wien/ Silberne Medaille”. | Muzeul Național de Artă, Cluj                    | Cimec    |
|      | Sfântul Ladislau                                                  | Datare: începutul secolului al optsprezecelea Școală: Școală transilvăneană Dimensiuni: 2145x697x568 mm. Material: lemn indus cu stuc policromat | Statuia ”Sfântului Ladislau” îl reprezintă pe regele sfânt al Ungariei, ținând în mâna dreaptă o bulă. Regelui Ungariei i s-a dedicat altarul Bisericii din Florești, iar existența inelelor de pe spatele statuii atestă faptul că lucrarea a fost realizată pentru a fi parte componentă a altarului. Înălțimea considerabilă a lucrării surprinde silueta regelui printr-o postură monumentală. Personajul este reprezentat cu mustățile, barba și părul scurt, purtând coroana Ungariei, care se individualizează prin decorațiile cu elemente vegetale. Sfântul Ladislau este îmbrăcat într-o armură decorată cu un chenar de aur. Hlamida aurie este în așa fel plasată, încât permite evidențierea vizuală a armurii de culoare verde închis. Picioarele sunt protejate de armură, având genunchiere încadrate cu chenare de aur. Statuia în contrapost se caracterizează printr-o postură relativ artificială din cauza ipostazei rigide în care este surprinsă silueta personajului. Construcția și modelarea o înscriu printre statuile baroce de la începutul secolului al XVIII-lea. Lucrarea ”Sfântul Ladislau” a fost expusă în perioada 1974-1992 în Galeria Națională de Artă Cluj-Napoca. | Muzeul Național de Artă, Cluj                    | Cimec    |
|      | Candelă Autor: Georg May II                                       | Datare: Datat între 1688 - 1700 în prima etapă din creația lui Georg May II Școală: Brașov Dimensiuni: I: 513 mm; L: 198 mm (lungime lanț 260 mm); DG: 100 (diametru capac 65 mm); G: 416 grame Material: argint ; turnat, cizelat, ciocănit au repousse, ajurat | Din punct de vedere morfologic candela se compune din patru părți: buza superioară pe care sunt prinse lanțurile, lanțurile împreună cu capacul hemisferic, corpul propriu zis și butonul. Un prim registru decorativ îl constituie byza candelei, alcătuită dintr-o bandă executată prin traforare, ciocănire și cizelare, cu frunze de acant stilizate dispuse continuativ cuprinsă între două borduri liniare; fleuroanele executate prin turnare sunt lipite de bordura superioară, formând marginea ajurată a buzei. Înălțimea buzei este de 3,5 cm. Cele trei canturi sunt dispuse simetric și executate prin turnare. Veriga semicirculară din care este alcătuit, fiecare cant este decorată cu două herme, un fleuron și volute. Herma superioară este perforată de orificiul pentru lanț. Lanțurile sunt formate din verigi ovale, din sârmă subțire ce imită filigranul, întrerupte de câte o mică sferă metalică, nedecorată. Partea superioară a fiecărui lanț cuprinde 17 verigi, partea inferioară 12 verigi. Lungimea totală a lanțurilor: 26 cm, lungimea părții superioare: 15,4 cm, lungimea părții inferioare: 10,5 cm. Lanțurile se prind de un capac hemisferic ciocănit dintr-o singură bucată, a cărei margine este îndoită și ondulată. Este decorat cu 6 frunze de acant stilizat. Corpul candelei este ciocănit dintr-o singură placă în tehnica „au repousse”, traforat și cizelat. Este compus din două registre decorative despărțite printr-un brâu împletit din frunze ușor crestate. Brâul este întrerupt de clame verticale. Registrul superior este format din 8 lobi bombați, răsuciți în jurul axei. Decorarea lobilor este făcută prin ciocănire și traforare. Flori de bujori deschise, de arun și de lalea ajurate îl împodobesc, frunzele acestora derivă tot din motivul acantului. Registrul inferior cu un diametru mai redus este alcătuit din 8 lobi boselați ca niște picături prelinse într-o ușoară răsucire în care se intercalează frunze. Din compararea candelelor din Secția de artă veche românească a Muzeului de Artă al României, cu candela din Cluj, reiese că aceasta din urmă se poate atribui meșterului Georg May II, pe baza analogiilor atât morfologice cât și decorative. Corpul propriu zis al candelelor sale este executat dintr-o singură foaie de argint pe care o bomba prin ciocănire. Când forma dorită este gata, o umplea cu plumb și apoi începea boaselarea și cizelarea lobilor după desenul respectiv, abia după aceea trecea la traforarea cu dălți ascuțite. În sprijinul atribuirii acestei candele meșterului Georg May II vine și folosirea aceleiași tehnici de lucru la toate candelele, tehnica care dovedește o virtuozitate deosebită, deși este vorba de piese din prima etapă de activitate 1688 - 1700. | Muzeul Național de Artă, Cluj                    | Cimec    |
|      | Figurină cu blazonul regal maghiar                                | Datare: secolul al XVII-lea (?) Dimensiuni: Î: 750 mm; LA: 360 mm; A: 263 mm Material: lemn policromat; cioplire; lustruire; inducere cu stuc | Statuetă port-blazon reprezentând frontal bustul unei femei tinere cu trăsături fizionomice delicate și fine, inundate de o ușoară undă de înegurare, îmbrăcată într-un costum de circulație în secolul al XVII-lea. Personajul feminin susține cu ambele mâini blazonul: scutul regal maghiar sfertuit - cartier I - fasciile arpadiene, cartierul II - crucea dublă, cartierul III - capetele de leu ale Dalmației, cartierul IV - leu Boemiei, ecusonul un corb (?); ar putea fi blazonul regelui Matia Corvin. Poartă o rochie cu mâneci lungi, parțial bufante în partea umărului și strâmte pe antebraț, de la cot spre încheietură, cu corsaj ajunstat pe bust, strâns de o bandă lată care-i subțiază talia înaltă pornind de sub piept. Acoperământul capului ascunde parțial coafura îngrijită. Lemn cioplit și lustruit, apoi indus cu stuc și policromat, prezentând o morfologie stilistico-plastică asimilabilă clasicismului provincial. Nesemnat. Nedatat (secolul al XVII-lea?). | Muzeul Național de Artă, Cluj                    | Cimec    |
|      | Iisus Christos răstignit                                          | Dimensiuni: 1470 x 1260 x 290 mm. Material: lemn | Lucrarea „Răstignire” se remarcă prin monumentalitatea sa și prin plasticitatea tratării suprafețelor sculpturale. Creația se caracterizează printr-o tratare sumară a trăsăturilor corporale ale lui Isus Cristos. Astfel, suprafețele sculpturale mari se succedă, descriind cu puține detașii și cu o anumită stângăcie fiziologia corpului uman. Faldurile mărunte ale drapajului din jurul șoldurilor contrastează cu simplitatea generală a reprezentării, introducând un element care dinamizează structura compozițională. Deși rigidă prin postura corpului lui Isus și primitivistă prin textura puțin șlefuită a lemnului, reprezentarea transmite cu multă sugestivitate mesajul de înseninare și de elevare spirituală, mai ales datorită înclinării ușoare a capului și a esențializării trăsăturilor fizionomice. | Muzeul Național de Artă, Cluj                    | Cimec    |
|      | Coborârea de pe cruce Autor: David Jandi (Lederer)                | Datare: 1926 (?) Dimensiuni: 180 x 127 cm Material: ulei pe pânză | Semnat dreapta jos „D. Jandi”. | Episcopia Unitariană, Cluj                       | Cimec    |
|      | Portret de fetiță Autor: Luchian, Ștefan                          | Dimensiuni: 22 x 16 cm Material: Ulei pe panel, pictare | Semnat stânga jos: Luchian. Nedatat. | Muzeul Memorial „Octavian Goga”, Ciucea          | Cimec    |
|      | Mușcată Autor: Pallady, Theodor                                   | Dimensiuni: 61 x 50 cm Material: Ulei pe carton, pictare | Nedatat. | Muzeul Memorial „Octavian Goga”, Ciucea          | Cimec    |
|      | Veturia Goga Autor: Ressu, Camil                                  | Datare: 1924 Dimensiuni: 190 x 130 cm Material: Ulei pe pânză, pictare | Semnat, datat dreapta jos: C. Ressu 1924. | Muzeul Memorial „Octavian Goga”, Ciucea          | Cimec    |
|      | Portret împotriva războiului Autor: Popp, Aurel                   | Datare: 1925 Dimensiuni: 53 x 110 cm Material: Ulei pe pânză, pictare | Semnat, datat dreapta jos: A. Popp 1952. | Muzeul Memorial „Octavian Goga”, Ciucea          | Cimec    |
|      | Insula Chioggia Autor: Dărăscu, Nicolae                           | Dimensiuni: 66 x 81 cm Material: Ulei pe pânză, pictare | Semnat dreapta jos: Dărăscu. | Muzeul Memorial „Octavian Goga”, Ciucea          | Cimec    |
|      | Chronos Autor: Nachtigall, Johann                                 | Datare: 1751-1753 Dimensiuni: 131 cm. Material: calcar, cioplire, șlefuire | Personaj mitologic identificat cu Chronos care își devorează copilul. Personajul, aflat în picioare, în poziție de repaos, este înfășurat la spate și pe șolduri cu o mantie. Este plasat pe un postament de formă neregulată. Piesa prezintă rupturi minore. | Muzeul Național de Istorie a Transilvaniei, Cluj | Cimec    |
|      | Hercule Autor: Nachtigall, Johann                                 | Datare: 1751-1753 Dimensiuni: 127 cm. Material: calcar, cioplire, șlefuire | Personaj mitologic identificat cu Hercule, înfășurat în blană de leu. Imaginea este dimnamică, personajul aflându-se în poziție puțin aplecată în stânga și în față, cu piciorul stâng dus în spate și mâna stângă sprijinită pe șolduri. | Muzeul Național de Istorie a Transilvaniei, Cluj | Cimec    |
|      | Ceres Autor: Nachtigall, Johann                                   | Datare: 1751-1753 Dimensiuni: 72 cm. Material: calcar, cioplire, șlefuire | Personaj mitologic identificat cu Ceres. Piesa este un tors postată, în genunchi. Este îmbrăcată cu o mantie largă, ține în mâna dreaptă două globuri. Piesa prezintă rupturi și lipsuri (capul). | Muzeul Național de Istorie a Transilvaniei, Cluj | Cimec    |
|      | Personaj mitologic Autor: Nachtigall, Johann                      | Datare: 1751-1753 Dimensiuni: 114 cm. Material: calcar, cioplire, șlefuire | Personaj mitologic neidentificat. Pe un postament de formă neregulată, personajul masculin este surprins în mișcare, în ținută de luptă, cu platoșă și scut circular în mâna stângă. Piesa prezintă rupturi (bustul) și lipsuri (capul, antebrațul stâng, brațul drept). | Muzeul Național de Istorie a Transilvaniei, Cluj | Cimec    |
|      | Personaj mitologic Autor: Nachtigall, Johann                      | Datare: 1751-1753 Dimensiuni: Î: 113 cm Material: calcar, cioplire, șlefuire | Personaj mitologic neidentificat. Este o figură de luptător, cu platoșă, mantie, încălțat, în poziție puțin aplecată în spate, cu brațele îndoite. Piesa prezintă lipsuri (capul, antebrațul drept). | Muzeul Național de Istorie a Transilvaniei, Cluj | Cimec    |
|      | Monumentul funerar al lui Gheorghe Sükösd Autor: Diószegi, Petrus | Datare: 1632 Școală: Atelier clujean Descoperit: , com. Teremia, Biserica reformată Dimensiuni: Î: 289 cm; l: 2550 cm; Gr: 160 cm Material: calcar; cioplire; șlefuire                                                                                           | Monumentul funerar al lui Gheorghe Sükösd este compus dintr-un sarcofag adosat unui fundal arhitectonic. Pe sarcofag este reprezentat defunctul într-o poziție voit degajată, picior peste picior, motiv frecvent întâlnit mai cu seamă la plastica funerară din sudul Poloniei încă din a doua jumătate a secolului al XVI-lea. Pe latura frontală a sarcofagului apar trei dintre virtuțile teologale și una dintre virtuțile cardinale. Frontonul triunghiular al fundalului arhitectonic cuprinde blazonul defunctului și o inscripție comemorativă sprijinită de doi oșteni în armură. Execuția ansamblului se datorează meșterului autohton, Petrus Dioszegi Claudiopolitanus - conform inscripției de pe latura superioară a sarcofagului. Deși calitatea formală a monumentului nu ne permite integrarea acestuia între cele mai impecabile piese sculpturale din Transilvania, valoarea piesei se datorează tipologiei acestuia. | Muzeul Național de Istorie a Transilvaniei, Cluj | Cimec    |
|      | Beethoven Autor: Paciurea, Dimitrie                               | Datare: 1912 Școală: Școală românească Dimensiuni: 68x44,3x43 cm Material: bronz - turnare | O categorie însemnată în opera lui D. Paciurea o constituie portretele creatorilor contemporani cu artistul (Luchian, 1908) fie acelea ale artiștilor pe care înțelegându-i i-au luminat prin înalta lor spiritualitate existența (Beethoven, Shakespeare, Ibsen, Tolstoi). El va realiza întrupări, echivalențe plastice a energiei creatoare. Considerat pe nedrept ca influențat de Bourdelle în formularea plastică a portretului lui Beethoven - deși comparabil ca energie - Paciurea realizează un portret al cărui volum urmează o verticală accentuată, suport al concentrării spirituale, pe care se articulează sensurile vectoriale ale mâinii făptuitoare. Cele două direcții, ce dau deschidere, au un singur centru de greutate - magma pământului. Contraste de umbră și lumină obținute prin modelaj de mare virtuozitate augmentează tonusul energic, muzical al lucrării. În acest tip de lucrări artistul evidențiază forțele spirituale intrinsece tipurilor de imagine: expresivitatea se realizează prin formă dar și prin suprafețele mici care reflectă lumina dând posibilitatea concretizării mișcării tensiunii, vieții. Semnat pe spate: D.Paciurea. | Muzeul Național de Artă, Cluj                    | Cimec    |
|      | Livadă înflorită Autor: Grigorescu, Nicolae                       | Dimensiuni: 29,3x43,5 cm Material: ulei pe pânză | Calități de ordin compozițional și cromatic, luminozitate și pensulație specifică perioadei de maturitate. Semnat stânga jos cu roșu: Grigorescu, nedatat. | Muzeul Național de Artă, Cluj                    | Cimec    |
|      | Carul cu boi Autor: Grigorescu, Nicolae                           | Dimensiuni: 40,7x66,2 cm Material: ulei pe pânză | Compoziția abordând un motiv caracteristic pentru creația grigoresciană are calitățile de ordin compozițional și cromatic specifice pentru "perioada albă" a creației pictorului. Semnat stânga jos cu roșu: Grigorescu, nedatat. | Muzeul Național de Artă, Cluj                    | Cimec    |
|      | Ștefan Luchian Autor: Paciurea, Dimitrie                          | Datare: 1908? Școală: Școală românească Dimensiuni: 44,8x34,2x39,1 cm Material: bronz - turnare | O categorie însemnată în opera lui D. Paciurea o constituie portretele creatorilor contemporani cu artistul (Luchian, 1908) fie acelea ale artiștilor pe care înțelegându-i i-au luminat prin înalta lor spiritualitate existența (Beethoven, Shakespeare, Ibsen, Tolstoi). El va realiza întrupări, echivalențe plastice ale energiei creatoare. Ne vom opri doar asupra lui "Ștefan Luchian" (existent în patrimoniul muzeului nostru și catalogat de noi). Figura se întrupează dintr-o magmă informă, într-o poziție sinuoasă pe o curbă plină de forță și grație contrabalansată de poziția căușului palmei; fața și mâna ținute într-un regim de suprafață netedă pentru ca lumina să le poată lua în stăpânire deplină, respectă asemănarea fizionomică. Dar este un portret a lui Luchian și în același timp este portretul unui om străbătut de energia plăsmuirii, visând cu ochii deschiși, și în același timp întorși, întru sine. Semnat lateral dreapta: D.Paciurea. | Muzeul Național de Artă, Cluj                    | Cimec    |
|      | Țigani cu ursul Autor: Grigorescu, Nicolae                        | Dimensiuni: 49,5x65,6 cm Material: ulei pe pânză | Lucrarea prezintă trăsături stilistice proprii perioadei de deplină maturitate creatoare a artistului. Semnat dreapta jos cu roșu: Grigorescu, nedatat. | Muzeul Național de Artă, Cluj                    | Cimec    |
|      | Iovan Iorgovan Autor: Ladea, Romul                                | Datare: 1938? Școală: Școală românească Dimensiuni: 117x52x51 cm Material: lemn | Sculptura lui Romul Ladea, într-o lume cuprinsă de spaime, incertitudine și suferință, afirma prin sinteze expresive originale ce au la origine înțelegerea tectonicii sculpturii tradiționale în lemn, catalizate de sugestiile arhitecturării formei la Bourdelle dar și cu influențe expresioniste evidente în prima etapă a creației, ajunge la o înseninare interioară, ca o chemare la rațiune umană. Expresia devine mai calmă, cu o notă de reținută gravitate, el trece încet de la fervoarea expresivului la îmbinarea acestuia cu armonicul. Semnat: R.Ladea. | Muzeul Național de Artă, Cluj                    | Cimec    |
|      | Atanasiade (Fecior boieresc; Vechilul) Autor: Grigorescu, Nicolae | Dimensiuni: 75x50,6 cm Material: ulei pe pânză | Lucrarea prezintă trăsături stilistice proprii perioadei de deplină maturitate creatoare a artistului. Semnat stânga jos cu brun: Grigorescu, nedatat. | Muzeul Național de Artă, Cluj                    | Cimec    |
|      | Simion Bărnuțiu Autor: Ladea, Romul                               | Datare: 1936? Școală: Școală românească Dimensiuni: 57x34,5x41 cm Material: bronz | Sculptura lui Romul Ladea, într-o lume cuprinsă de spaime, incertitudine și suferință, afirma prin sinteze expresive originale ce au la origine înțelegerea tectonicii sculpturii tradiționale în lemn, catalizate de sugestiile arhitecturării formei lui Bourdelle dar și cu influențe expresioniste evidente în prima etapă a creației, ajunge la o înseninare interioară, vizionară care mai păstrează însă inflexiuni al unui "misticism vag al durerii" (Simion Bărnuțiu), ca o chemare la rațiune umană. Expresia devine mai calmă, cu o notă de reținută gravitate; el trece încet, încet de la fervoarea expresivului la îmbinarea acestuia cu armonicul. Încorporate unui stil, subordonate unei viziuni, cele două elemente se contrabalansează. Este perioada de decantare a mijloacelor sale plastice. Tipul uman - deși uneori păstrează caracterul fizionomic devine totdeauna ipostază spirituală. Simion Bărnuțiu este ipostaza unei spiritualități neînfrânte. Modelajul trece de la inflexiunile aspre heratice, la o tratare mai lină, calmă a suprafeței cu treceri mai domoale. Într-o structurare piramidală Ladea păstrează o formă robustă, emanând o ardentă vitalitate. Semnat lateral: LADEA. | Muzeul Național de Artă, Cluj                    | Cimec    |
|      | Casa teslarului Autor: Grigorescu, Nicolae                        | Dimensiuni: 24,4x40,5 cm Material: ulei pe pânză | Lucrarea prezintă calitățile formale proprii perioadei de deplină maturitate creatoare a artistului. Semnat stânga jos cu roșu: Grigorescu, nedatat. | Muzeul Național de Artă, Cluj                    | Cimec    |
|      | Iovan Iorgovan Autor: Ladea, Romul                                | Datare: 1933? Școală: Școală românească Dimensiuni: 60x45x0,03 cm Material: relief lemn | Sculptura lui Romul Ladea, într-o lume cuprinsă de spaime, incertitudine și suferință, afirmă prin sinteze expresive originale ce au la origine înțelegerea tectonicii sculpturii tradiționale în lemn, catalizate de sugestiile arhitecturării formei lui Bourdelle dar și cu influențe expresioniste evidente în prima etapă a creației, ajunge la o înseninare interioară, vizionară care mai păstrează însă inflexiuni al unui "misticism vag al durerii" (Iovan Iorgovan), ca o chemare la rațiune umană. Nesemnată. | Muzeul Național de Artă, Cluj                    | Cimec    |
|      | Drum de munte Autor: Marko Karoly sr.                             | Datare: 1848 Școală: Școală austro-ungară Dimensiuni: 107x169,8 cm Material: ulei pe pânză | Lucrarea reprezintă drumul de munte în strălucirea soarelui meridional. Acesta învăluie verdele vegetației, drumul și stâncile în tonuri calde, deasupra cărora se deschide albastrul cerului de largă respirație. În acest tablou artistul este mai spontan decât de obicei, sentimentul naturii fiind mai liber, mai intim. Semnat și datat dreapta jos, incizat în culoare: C. Marko, pic. 1848. | Muzeul Național de Artă, Cluj                    | Cimec    |
|      | Prizonierii turci Autor: Grigorescu, Nicolae                      | Dimensiuni: 27,3x41,7 cm Material: ulei pe pânză | Lucrarea este o piesă de referință în creația protretistică a lui Grigorescu și în istoria picturii moderne românești. Semnat stânga jos cu roșu: Grigorescu, nedatat. | Muzeul Național de Artă, Cluj                    | Cimec    |
|      | Peisaj din Italia Autor: Marko Karoly sr.                         | Școală: Școală austro-ungară Dimensiuni: 107x169,8 cm Material: ulei pe pânză | Lucrarea este realizată în modul specific de lucru al artistului: după realizarea desenului preparatoriu, artistul a dezvoltat pe rând detaliile. Surprinde bogăția compoziției, care integrează în peisajul roman, ruinele unei aqueduct, precum și două scene cotidiene, specifice Campagnei. Pentru acestea din urmă se păstrează mai multe desene preparatorii în colecția Galeriei Naționale a Ungariei. Tot acolo se găsește și o variantă, mai puțin elaborată, a tabloului (inv. 1815). Nesemnat, nedatat. | Muzeul Național de Artă, Cluj                    | Cimec    |
|      | Flori, bujori și maci Autor: Luchian, Ștefan                      | Dimensiuni: 47x34 cm Material: ulei pe carton | Lucrarea prezintă trăsături stilistice proprii perioadei de deplină maturitate creatoare a artistului. Semnat stânga jos cu brun: Luchian, nedatat. | Muzeul Național de Artă, Cluj                    | Cimec    |
|      | Crizanteme Autor: Luchian, Ștefan                                 | Dimensiuni: 42,5x30,2 cm Material: pastel pe pânză | Lucrarea prezintă trăsături stilistice proprii perioadei de deplină maturitate creatoare a artistului. Semnat dreapta jos cu negru: Luchian, nedatat. | Muzeul Național de Artă, Cluj                    | Cimec    |
|      | Copii plângând Autor: Munkácsy Mihály                             | Școală: Școală austro-ungară Dimensiuni: 92,8x65,8 cm Material: ulei pe pânză | Tabloul, nedatat, este situabil în perioada primei maturități artistice al lui Munkacsy, când el se afla la Paris, și a început realizarea așa-numitelor tabouri de salon, care ilustrează viața marii burghezii, în aceste lucrări cromatica este foarte bogată și de strălucire minerală, care se datorează accentelor puse cu cuțitul. Tabloul nostru, pe lângă această bogăție cromatică se remarcă și prin raritatea compoziției, care este încadrată în natură. Semnat dreapta jos cu negru: Munkacsy M. | Muzeul Național de Artă, Cluj                    | Cimec    |
|      | Țărance Autor: Iser, Iosif                                        | Datare: 1918 Școală: Școală românească Dimensiuni: 54,5x37 cm; 67,5x50 cm (suport) Material: tuș, laviu pe hârtie | Lucrarea face parte din seria de desene și studii realizate în Dobrogea în maniera sa specifică care combină reprezentarea tradițională cu formele plastice specifice debutului cubismului. Mai evidentă în grafică, lipsită de aportul culorii, construcția liniară, fundamentală în opera lui Iser, constituie discursul plastic principal și în acest desen, remarcabil prin compoziție, ritm și caracterizarea succintă dar expresivă a celor trei figuri. Semnat dreapta jos cu negru: ISER 918. | Muzeul Național de Artă, Cluj                    | Cimec    |
|      | Casa vecinului Autor: Luchian, Ștefan                             | Dimensiuni: 48,5x39 cm Material: pastel pe pânză | Lucrarea prezintă trăsături stilistice proprii perioadei de deplină maturitate creatoare a artistului. Semnat stânga jos cu brun: Luchian, nedatat. | Muzeul Național de Artă, Cluj                    | Cimec    |
|      | Albăstrele Autor: Luchian, Ștefan                                 | Dimensiuni: 42x65,8 cm Material: ulei pe carton | Lucrarea prezintă trăsături stilistice proprii perioadei de deplină maturitate creatoare a artistului. Semnat dreapta jos cu negru: Luchian, nedatat. | Muzeul Național de Artă, Cluj                    | Cimec    |
|      | Negustorul cel mic Autor: Tonitza, Nicolae                        | Școală: Școală românească Dimensiuni: 60x50 cm Material: ulei pe carton | Lucrarea face parte dintr-o serie de lucrări ce au ca subiect copii, în acest caz fiind vorba de un copil, după vestimentație și postură, turc sau tătar, nevoit la o vârstă fragedă să-și câștige existența. Călătoriile artistului în Gemania l-au pus în contact cu operele mișcării expresioniste a cărei influență este observabilă mai ales în opera grafică a artistului. Dar și în pictură, mai ales la nivelul subiectului, aceste influențe pot fi sesizate, relevând interesul artistului pentru subiectele cu puternică notă de critică socială. Executată probabil după model, compoziția se realizează în registre bine delimitate liniar, în maniera stampelor japoneze, partea centrală a tabloului fiind ocupată de figura așezată. Din punct de vedere cromatic formele se detașează prin utilizarea contrastului de calitate, într-o dominantă caldă, specifică artistului, cu un plus de plasticitate acordată portretului. Semnat dreapta jos cu brun: Tonitza, nedatat. | Muzeul Național de Artă, Cluj                    | Cimec    |
|      | După ploaie Autor: Luchian, Ștefan                                | Dimensiuni: 34,5x44,5 cm Material: ulei pe pânză | Lucrarea prezintă trăsături stilistice proprii perioadei de deplină maturitate creatoare a artistului. Semnat stânga jos cu negru: Luchian, nedatat. | Muzeul Național de Artă, Cluj                    | Cimec    |
|      | Nud șezând Autor: Tonitza, Nicolae                                | Școală: Școală românească Dimensiuni: 59,8x50 cm Material: ulei pe carton | Lucrarea face parte din seria de nuduri, o temă frecvent abordată de artist. De regulă, nudurile sunt așezate, cu o reprezentare care începe de la jumătatea coapselor. Culorile calde, ce constituie de altfel marca artistului, sunt așternute în straturi succesive, cu accente liniare la nivelul contururilor. Forma este mai modelată decât în alte tablouri cu aceeași temă. Influențele expresionismului nu afectează în general tema nudului la Tonitza, care rămâne expresia frumuseții feminității delicate, interiorizate. Nesemnat, nedatat. | Muzeul Național de Artă, Cluj                    | Cimec    |
|      | Interior Autor: Tonitza, Nicolae                                  | Școală: Școală românească Dimensiuni: 71x69,5 cm Material: ulei pe carton | Lucrarea face parte dintr-o serie de lucrări în care sunt sesizabile influențele stampelor japoneze la nivelul compoziției formale. Suprafața tabloului este tratată cu rigoare aproape geometrică iar din punct de vedere cromatic suprefețelor tratate aproape uniform în tonuri calde deschise li se opun forme contrastante, pictate în tonuri închise, modalitate compozițională specifică stampei orientale. Intenția autorului de evocare a rigorii orientale este subliniată și de stampa care se află pe masa reprezentată în tablou. Inscripționat pe verso cu negru: "Interior N.Tonitza 70/72". | Muzeul Național de Artă, Cluj                    | Cimec    |
|      | Liliac și garoafe Autor: Luchian, Ștefan                          | Dimensiuni: 45,7x38 cm Material: ulei pe pânză | Lucrarea prezintă trăsături stilistice proprii perioadei de deplină maturitate creatoare a artistului. Semnat dreapta jos cu brun: Luchian, nedatat. | Muzeul Național de Artă, Cluj                    | Cimec    |
|      | Peisaj la Moinești Autor: Luchian, Ștefan                         | Dimensiuni: 35x48,5 cm Material: ulei pe carton | Lucrarea prezintă trăsături stilistice proprii perioadei de deplină maturitate creatoare a artistului. Semnat stânga jos cu brun: Luchian, nedatat. | Muzeul Național de Artă, Cluj                    | Cimec    |
|      | Nud Autor: Pallady, Theodor                                       | Școală: Școală românească Dimensiuni: 46x36 cm Material: carton | Lucrarea pictată de Th. Pallady se integrează unui grup de lucrări cu temă frecvent întâlnită pe tot parcursul operei sale: nudul. Nudul lui Pallady nu este un subiect literar sau morfologic și nici nu urmărește efectul contrastelor de umbre și lumini care să pună în valoare carnația. De cele mai multe ori tema plastică are la bază un ton clar, conturul corpului fiind trasat de o linie netă, tranșantă. Nu pictează anatomia femeii, ci exprimă o emoție prin mijloace plastice, însușirea cea mai de seamă a acestor pânze este atmosferizarea, transpunerea în plan poetic a melodiei culorilor și evocarea unui climat sufletesc specific, dovedind că Th. Pallady nu este numai un artist ci și un poet. Nesemnat, nedatat. | Muzeul Național de Artă, Cluj                    | Cimec    |
|      | Zarzavat (Trufandale) Autor: Luchian, Ștefan                      | Dimensiuni: 50x71 cm Material: pastel pe carton | Lucrarea prezintă trăsături stilistice proprii perioadei de deplină maturitate creatoare a artistului. Semnat stânga jos cu brun: Luchian, nedatat. | Muzeul Național de Artă, Cluj                    | Cimec    |
|      | Mănăstirea Nămăiești Autor: Vermont, Nicolae                      | Datare: 1901 ? Școală: Școală românească Dimensiuni: 46,3x34,3 cm Material: ulei pe carton | Mănăstirea Nămăiești este o lucrare pictată după creștinarea sa. Revenit în țară în 1895, participă la expozițiile Independenților mai ales cu peisaje pitorești, câmpenești sau urbane. Studiind opera sa, Virgil Vătășianu datează aceasta lucrare în anul 1901. Este un peisaj de o mare finețe artistică, vizibil influențat de pictura lui N. Grigorescu. Observarea pătrunzătoare a subiectului, alegerea unghiului de vedere, limbajul clar și echilibrat al formelor, o cromatică plăcută în acorduri subtile asigură înalta realizare artistică a lucrării. Nesemnat, nedatat. | Muzeul Național de Artă, Cluj                    | Cimec    |
|      | Natură moartă Autor: Luchian, Ștefan                              | Dimensiuni: 46,5x61,5 cm Material: pastel pe carton | Lucrarea prezintă trăsături stilistice proprii perioadei de deplină maturitate creatoare a artistului. Semnat stânga jos cu brun: Luchian, nedatat. | Muzeul Național de Artă, Cluj                    | Cimec    |
|      | Dansatoare obosită Autor: Iser, Iosif                             | Școală: Școală românească Dimensiuni: 63,3x48 cm Material: guașă pe carton | Lucrarea pictată de losif Iser se situează între motivele sale predilecte din perioada 1920 -1940. Calitățile sale de desenator ca și cele de pictor avizat se îmbină armonios contribuind la realizarea portretului de dansatoare, portret individualizat în special prin starea de epuizare pe care pictorul dorește s-o transmită. Culoarea, modulată în tonuri stinse, reci care capătă o conotație aproape simbolică, se suprapune peste un desen ferm realizând volume bine precizate ce conferă un aer de monumentalitate imaginii. Prin calitățile formale și de stil lucrarea este considerată o lucrare definitorie pentru creația lui losif Iser. Semnat stânga jos cu negru: Iser, nedatat. | Muzeul Național de Artă, Cluj                    | Cimec    |
|      | Potecă spre cimitir Autor: Luchian, Ștefan                        | Dimensiuni: 31x47 cm Material: ulei pe pânză | Lucrarea prezintă trăsături stilistice proprii perioadei de deplină maturitate creatoare a artistului. Semnat dreapta jos cu negru: Luchian, nedatat. | Muzeul Național de Artă, Cluj                    | Cimec    |
|      | Moara la Dârste Autor: Ressu, Camil                               | Datare: 1922? Școală: Școală românească Dimensiuni: 49,5x61 cm Material: ulei pe carton | Lucrarea, pictată de Camil Ressu în anul 1922, se integrează în problematica abordată în aceasta perioadă de creație, când pictorul se orienta spre peisaj. "Moara la Dârste" este unul dintre peisajele sale cele mai atmosferizate. Lumina, înglobată în culoare, accentuează umbrele transmițând o notă de lirism și mister peisajului. În aceasta lucrare calitățile sale picturale devin mai pregnant exprimate. Pensulația devine liberă, culoarea construiește formele, desenul ocupând un loc nesemnificativ în conturarea suprafețelor. Este una dintre puținele sale lucrări din care figura umană lipsește și în care sentimentul este transferat peisajului. Semnat stânga jos cu negru: C.Ressu, nedatat (1922). | Muzeul Național de Artă, Cluj                    | Cimec    |
|      | Evreu galițian Autor: Grigorescu, Nicolae                         | Școală: Școală românească Dimensiuni: 24x10,5 cm Material: pastel și acuarelă pe hârtie | Calități de ordin compozițional și cromatic și calități ale desenului specifice creației artistului din deceniul 7 al sec. al XIX-lea. Nesemnat, nedatat. | Muzeul Național de Artă, Cluj                    | Cimec    |
|      | Gălbenele Autor: Luchian, Ștefan                                  | Dimensiuni: 35,2x46,8 cm Material: ulei pe pânză | Lucrarea prezintă trăsături stilistice proprii perioadei de deplină maturitate creatoare a artistului. Semnat stânga jos cu negru: Luchian, nedatat. | Muzeul Național de Artă, Cluj                    | Cimec    |
|      | Ulcică cu flori Autor: Grigorescu, Nicolae                        | Școală: Școală românească Dimensiuni: 65,1x38,2 cm Material: ulei pe pânză | Calități de ordin compozițional și cromatic, luminozitate și pensulație specifică perioadei de maturitate. Semnat dreapta jos cu roșu: Grigorescu, nedatat. | Muzeul Național de Artă, Cluj                    | Cimec    |
|      | Brădet Autor: Luchian, Ștefan                                     | Dimensiuni: 64x50 cm Material: ulei pe pânză | Lucrarea prezintă trăsături stilistice proprii perioadei de deplină maturitate creatoare a artistului. Semnat stânga jos cu negru: Luchian, nedatat. | Muzeul Național de Artă, Cluj                    | Cimec    |
|      | Crizanteme Autor: Luchian, Ștefan                                 | Dimensiuni: 47x32 cm Material: pastel pe carton | Lucrarea prezintă trăsături stilistice proprii perioadei de deplină maturitate creatoare a artistului. Semnat dreapta jos cu brun: Luchian, nedatat. | Muzeul Național de Artă, Cluj                    | Cimec    |
|      | Claie de fân Autor: Grigorescu, Nicolae                           | Datare: 1896 Școală: Școală românească Dimensiuni: 24,6x43,7 cm Material: ulei pe lemn | Calități de ordin compozițional și cromatic, luminozitate și pensulație specifică perioadei de maturitate. Semnat și datat dreapta jos cu roșu: Grigorescu /18/96. | Muzeul Național de Artă, Cluj                    | Cimec    |
|      | Văzdoage Autor: Luchian, Ștefan                                   | Dimensiuni: 58x73 cm Material: pastel pe carton | Lucrarea prezintă trăsături stilistice proprii perioadei de deplină maturitate creatoare a artistului. Semnat dreapta jos cu violaceu: Luchian, nedatat. | Muzeul Național de Artă, Cluj                    | Cimec    |
|      | Peisaj la Posada Autor: Grigorescu, Nicolae                       | Datare: 1896 Școală: Școală românească Dimensiuni: 70,7x50,1 cm Material: ulei pe pânză | Calități de ordin compozițional și cromatic, luminozitate și pensulație specifică perioadei de maturitate. Semnat și datat dreapta jos cu roșu: Grigorescu /18/96. | Muzeul Național de Artă, Cluj                    | Cimec    |
|      | Zizi Cioflec Autor: Luchian, Ștefan                               | Dimensiuni: 42x32 cm Material: pastel pe pânză | Lucrarea prezintă trăsături stilistice proprii perioadei de deplină maturitate creatoare a artistului. Semnat dreapta jos cu brun: Luchian, nedatat. | Muzeul Național de Artă, Cluj                    | Cimec    |
|      | Peisaj de primăvară Autor: Grigorescu, Nicolae                    | Datare: 1896 Școală: Școală românească Dimensiuni: 24,3x45 cm Material: ulei pe lemn | Calități de ordin compozițional și cromatic, luminozitate și pensulație specifică perioadei de maturitate. Semnat și datat dreapta jos cu roșu: Grigorescu /18/96. | Muzeul Național de Artă, Cluj                    | Cimec    |
|      | Gura leului Autor: Luchian, Ștefan                                | Dimensiuni: 42x32 cm Material: pastel pe pânză | Lucrarea prezintă trăsături stilistice proprii perioadei de deplină maturitate creatoare a artistului. Semnat dreapta jos cu negru: Luchian, nedatat. | Muzeul Național de Artă, Cluj                    | Cimec    |
|      | Sfinții împărați Constantin și Elena Autor: Grigorescu, Nicolae   | Datare: 1856 Școală: Școală românească Dimensiuni: 50,7x36,9 cm Material: ulei pe lemn | Lucrarea prezintă trăsăturile specifice primei perioade a creației pictorului. Semnat și datat stânga jos cu verde: Nicu Grigorescu 1856. Inscripție, dreapta și stânga sus cu alb: S. ÎN ELENA; S. ÎN KONSTANDIN. | Muzeul Național de Artă, Cluj                    | Cimec    |
|      | Autoportret Autor: Grigorescu, Nicolae                            | Școală: Școală românească Dimensiuni: 28x22 cm Material: ulei pe pânză | Lucrarea reflectă trăsăturile de portretist ale lui Nicolae Grigorescu, stadiul de eboșă al lucrării favorizând păstrarea impresiei de spontaneitate a reprezentării. Nesemnat, nedatat. | Muzeul Național de Artă, Cluj                    | Cimec    |
|      | Gura leului Autor: Luchian, Ștefan                                | Dimensiuni: 36x55,3 cm Material: pastel pe pânză | Lucrarea prezintă trăsături stilistice proprii perioadei de deplină maturitate creatoare a artistului. Semnat dreapta jos cu brun: Luchian, nedatat. | Muzeul Național de Artă, Cluj                    | Cimec    |
|      | Tufănele Autor: Luchian, Ștefan                                   | Dimensiuni: 35,5x44,5 cm Material: pastel pe pânză | Lucrarea prezintă trăsături stilistice proprii perioadei de deplină maturitate creatoare a artistului. Semnat dreapta jos cu brun: Luchian, nedatat. | Muzeul Național de Artă, Cluj                    | Cimec    |
|      | Luminiș Autor: Grigorescu, Nicolae                                | Școală: Școală românească Dimensiuni: 47,7x27,4 cm Material: ulei pe lemn | Calități de ordin compozițional și cromatic, luminozitate și pensulație specifică perioadei de maturitate. Semnat dreapta jos cu roșu: Grigorescu, nedatat. | Muzeul Național de Artă, Cluj                    | Cimec    |
|      | Oală cu crizanteme Autor: Luchian, Ștefan                         | Dimensiuni: 48,5x69 cm Material: pastel pe pânză | Lucrarea prezintă trăsături stilistice proprii perioadei de deplină maturitate creatoare a artistului. Semnat dreapta jos cu negru: Luchian, nedatat. | Muzeul Național de Artă, Cluj                    | Cimec    |
|      | Bucătărie călugărească Autor: Luchian, Ștefan                     | Dimensiuni: 50x70,5 cm Material: pastel pe carton | Lucrarea prezintă trăsături stilistice proprii perioadei de deplină maturitate creatoare a artistului. Semnat stânga jos cu brun: Luchian, nedatat. | Muzeul Național de Artă, Cluj                    | Cimec    |
|      | Crizantemă în vas albastru Autor: Luchian, Ștefan                 | Dimensiuni: 46x57 cm Material: ulei pe pânză | Lucrarea prezintă trăsături stilistice proprii perioadei de deplină maturitate creatoare a artistului. Semnat dreapta jos cu negru: Luchian, nedatat. | Muzeul Național de Artă, Cluj                    | Cimec    |
|      | Garoafe Autor: Luchian, Ștefan                                    | Dimensiuni: 57,2x45 cm Material: ulei pe pânză | Lucrarea prezintă trăsături stilistice proprii perioadei de deplină maturitate creatoare a artistului. Semnat dreapta jos cu brun: Luchian, nedatat. | Muzeul Național de Artă, Cluj                    | Cimec    |
|      | Peisaj la Brebu Autor: Luchian, Ștefan                            | Dimensiuni: 49x71 cm Material: pastel pe carton | Lucrarea prezintă trăsături stilistice proprii perioadei de deplină maturitate creatoare a artistului. Semnat stânga jos cu negru: Luchian, nedatat. | Muzeul Național de Artă, Cluj                    | Cimec    |
|      | Autoportret Autor: Luchian, Ștefan                                | Datare: 1908 Dimensiuni: 51x42,2 cm Material: ulei pe pânză | Lucrarea prezintă trăsături stilistice proprii perioadei de deplină maturitate creatoare a artistului. Semnat stânga jos cu brun: Luchian, nedatat. | Muzeul Național de Artă, Cluj                    | Cimec    |
|      | Sălciile din Chiajna Autor: Luchian, Ștefan                       | Datare: [lucrarea este datată 1905 de către Cioflec] Material: ulei pe pânză | Lucrarea, pictată de Ștefan Luchiarn în anul 1905 (când pictorul ieșea adesea la peisaj, în preajma Bucureștiului), aparține unui grup de picturi în ulei, care, realizate în perioada de deplină maturitate a creației pictorului se caracterizează prin alăturarea unor culori de maximă strălucire, printr-o materie picturală consistentă, care încorporează și restituie generos strălucirea luminii. Punerea în pagină amintește limpezime cristalină, arzătoare chiar și în tonurile reci sunt mai strălucitoare, iar contrastele între culori rotunjesc volumele și adâncesc spațiul. Lucrarea, semnată, nu poartă inscripția de datare a autorului. | Muzeul Național de Artă, Cluj                    | Cimec    |
|      | Sombori Eszter Autor: Simó Ferenc de Kissolymossy                 | Datare: 1832 Material: ulei pe pânză | Pictura, realizată pe suport dreptunghiular, este gândită pentru a fi încadrată oval, în consens cu moda generalizată în pictura intimistă din Transilvania primelor decenii ale secolului al XIX-lea. Penelul precis și delicat al pictorului analizează cu simpatie și redă cu plăcere înfățișarea grațioasă și vestimentația modelului, supunând în același timp indicațiile oferite de figură, atitudine și vestimentație preferinței sale pentru anume caracteristici ale personajului ce favorizează expresia unei sensibilități de coloratură nostalgic. Interesul pentru particularizarea personajului este dublat de preocupări de ordin compozițional mai complexe decât în mod curent în portretistica transilvană a epocii: punerea în pagină ce plasează personajul reprezentat bust, pe fundalul unei draperii, oferă o deschidere spre peisaj de argintat. Calitățile formale ale imaginii susțin datarea în perioada de maturitate a creației pictorului, perioadă în care, conform informațiilor documentare, pentru un portret Simo era retribuit cu atâția florini de aur câți erau necesari pentru a acoperi întreaga suprafață a tabloului. Datat stânga jos cu brun Simo pinx 1832. | Muzeul Național de Artă, Cluj                    | Cimec    |
|      | Sfinxul Autor: Paciurea, Dimitrie                                 | Material: bronz | | Muzeul Național de Artă, Cluj                    | Cimec    |
|      | Lucian Blaga Autor: Ladea, Romul                                  | Material: bronz | | Muzeul Național de Artă, Cluj                    | Cimec    |

## Fond
| Foto | Informații generale | Detalii tehnice | Descriere | Deținător                               | Legături |
| ---- | --- | --- | --- | --------------------------------------- | -------- |
|      | Kolomeea Autor: Eder, Hans | Datare: (19)15 Școală: Școală românească modernă Dimensiuni: 86 x 107 cm Material: ulei pe pânză | Lucrarea surprinde imaginea ruinelor unei fabrici părăsite și a unei străzi depopulate, emanând o atmosferă apăsătoare datorită succesiunii extrem de dinamice și imprevizibile a tușelor și a suprafețelor de culoare. Dominantele cromatice sunt maro, maro-cărămiziu, maro-ruginiu, care caracterizează registrul inferior, iar nuanțele de albastru în amestec cu tente de galben, alb, verde și chiar câteva tușe de maro caracterizează registrul superior, în care este reprezentat cerul. Lucrarea este semnată și datată în colțul din dreapta sus, cu negru, în inițiale: „H.E. (19)15”. | Muzeul de Artă, Cluj                    | Cimec    |
|      | Soldat rănit Autor: Han, Oscar | Școală: Școală românească modernă Dimensiuni: 18 x 14 x 10 cm; cu plintă: 20 x 15,7 x 12,5 cm Material: bronz; turnare                                                                                             | Bărbat văzut din față, stând în genunchi, agățându-se cu ambele mâini de trunchiul subțire al unui pom retezat. Personajul este doborât de oboseală, cu capul aplecat mult spre dreapta, are fața alungită, suptă de suferință, ține ochii închiși. Îmbrăcămintea este cea a unui soldat. Lucrarea este localizată, semnată și datată stânga jos, pe plintă, în față: Iași, O. Han, 1917. | Muzeul de Artă, Cluj                    | Cimec    |
|      | Autoportret Autor: Popp, Aurel | Datare: Deceniul al treilea al secolului XX Școală: Școală românească Dimensiuni: L: 490 mm; LA: 323 mm Material: ulei pe carton                                                                                   | Autoportret de maturitate al artistului Aurel Popp. Pictorul se reprezintă bust, semi-profil spre dreapta, cu privirea întoarsă spre privitor, cu o țigară în colțul gurii. Figura impunătoare a artistului, sobră, cu privirea scrutătoare, piezișă, e redată într-un prim plan puternic reliefat. Pe cap poartă un fes verde, de sub care i se vede părul lung, purtat peste urechi. Halatul gri, descheiat la nasturi, este îmbrăcat peste o cămașă albă, cu cravată și vestă brun închis. Personajul este redat într-un interior ale cărui forme nu se „citesc”. Cromatica: nuanțe de ocru și brun, griuri și alburi colorate, accente de verde. Pe verso: stânga sus: etichetă cu număr de inventar, numele autorului și titlul lucrării; sub acestea: ștampila triunghiulară și ștampila Muzeului de Artă Cluj; etichetă de galerie cu datele de identificare ale tabloului, inclusiv datare (1926) și preț de vânzare (6000 lei); eticheta expoziției retrospective din 2 februarie 15 martie 1969 de la Muzeul de Artă Cluj; eticheta expoziției Autoportret. Lucrări de pictură și grafică din patrimoniul Muzeului de Artă Cluj Napoca, 5 iunie – 3 iulie 2011. | Muzeul de Artă, Cluj                    | Cimec    |
|      | Tăietori de lemne Autor: Popp, Aurel                                                                                                 | Datare: Deceniul al treilea al secolului XX Școală: Școală românească Dimensiuni: L: 936 mm; LA: 738 mm Material: ulei pe pânză                                                                                    | Scenă de muncă în peisaj. Scena este prezentată într-un prim plan accentuat, ocupând o mare parte din economia compoziției. Grupul de muncitori forestieri este redat în plin efort, cu trupurile încordate, în jurul trunchiului de copac masiv, care trebuie urnit, așezat într-o diagonală pe direcția centru stânga sus, dreapta jos. În stânga primului plan, sunt redați doi dintre muncitorii care folosesc pârghii, iar un altul apare doar bust, în planul secund. În dreapta primului plan se impune unul dintre capetele trunchiului tăiat. Alți doi muncitori, parțial redați, trag de funii, în partea din dreapta sus a compoziției. Scena se profilează pe un peisaj montan cu un cer cu nori mari, albi, învolburați. Cromatica bogată în multiple nuanțe de brun, verde, albastru, alburi și griuri colorate. Semnat și datat dreapta jos cu negru: A. Papp 928 | Muzeul de Artă, Cluj                    | Cimec    |
|      | Cain și Abel Autor: Popp, Aurel | Datare: Prima jumătate a secolului al XX-lea Școală: Școală românească Dimensiuni: L: 575 mm; LA: 397 mm Material: ulei pe placaj                                                                                  | Scenă biblică: Cain și Abel. Personajul principal este redat în picioare, nud, văzut din spate, în centrul compoziției, într-un prim plan accentuat. Pășește aplecat sub greutatea faptei, ducând mâna dreaptă la cap, în vreme ce în stânga ține arma crimei. Celelalte figuri sunt mai sumar schițate: trupul lui Abel, căzut, în stânga primului plan, oile din turmă plasate în dreapta compoziției. În fundal, un peisaj doar schițat, cu o pădure la linia orizontului și un cer cu nori zdrențuiți. Cromatica: nuanțe de brun, ocru, verde, albastru, cu accente de galben și alburi colorate. Semnat și datat dreapta jos, cu negru: Papp 940. | Muzeul de Artă, Cluj                    | Cimec    |
|      | Dózsa Autor: Popp, Aurel | Datare: Prima jumătate a secolului al XX-lea Școală: Școală românească Dimensiuni: L: 632 mm; LA: 890 mm Material: ulei pe pânză                                                                                   | Compoziție istorică: execuția lui Gheorghe Doja, alături de alți participanți la răscoală, într-un peisaj de câmpie. Compoziție cu un număr mare de personaje, condamnați torturați sau morți, și torționari, desfășurate pe mai multe planuri. În primul plan, cadavre în poziții contorsionate, imediat în planul următor, un șir de personaje ce marchează orizontala mediană, cu țărani prinși și duși spre execuție, central un grup de trei (un personaj cu mâinile legate, dus de alte două personaje), iar în dreapta un cal cu călăreț în goană, văzuți din spate, trag un condamnat legat de picioare. În ultimul plan, de la stânga la dreapta, țărani trași în țeapă, central: un rug în flăcări, ridicat pe o estradă (tronul încins în foc, conform legendei), cu mai multe personaje în jur, în gesturi largi, violente, ce aprind focul cu torțe. În dreapta ultimului plan, la linia orizontului, profilându-se pe cerul care pare și el în flăcări, siluetele mai multor condamnați trași în țeapă. Cromatica: nuanțe de roșu, galben, verde, brun, griuri și alburi colorate Semnat și datat, stânga jos, cu negru: Popp Aurel 1954. Pe ramă, verso, dreapta sus, etichetă ruptă al cărei conținut nu se referă la lucrare. | Muzeul de Artă, Cluj                    | Cimec    |
|      | Trădătorii Autor: Popp, Aurel | Datare: Primul sfert al secolului al XX-lea Școală: Școală românească Dimensiuni: L: 680 mm; LA: 480 mm Material: ulei pe placaj                                                                                   | Compoziție cu personaje în peisaj, structurată pe o diagonală ascendentă. Într-un prim plan accentuat, în stânga, două personaje stau apropiate, cu capetele aproape lipite, părând să împărtășească un secret. În capătul din dreapta sus al diagonalei, o scenă a Răstignirii, cu crucea orientată spre stânga, și câteva personaje, redate sumar, la baza crucii, iar central, în ultimul plan, profilându-se pe cer, un soldat călare. Cromatica în dominantă de brun, albastru, ocru, cu accente de roșu, galben, griuri și alburi colorate. Semnat și datat, dreapta jos, cu creion negru, zgâriat în pastă: Papp 921. Pe verso: Ștampila roșie triunghiulară și în colțul din dreapta sus, ștampila dreptunghiulară a Muzeului de Artă Cluj, cu nr. inventar 4540 și etichetă cu: autor, titlul lucrării și număr inventar. | Muzeul de Artă, Cluj                    | Cimec    |
|      | Iubire Autor: Szervátiusz, Jenő | Datare: nedatat (1961) Școală: Școală românească contemporană Dimensiuni: Î: 88 cm; Î cu soclu: 111 cm ; La: 57,2 cm; A: 48,3 cm Material: lemn - rădăcină de ulm, cioplire cu dalta, lustruire, patinare cu ceară | Compoziție statică dezvoltată pe verticală. Realizarea unității între idee și material. Obținerea unui maxim de plasticitate prin diferențierea suprafețelor cioplite. Compoziția cuprinde două figuri. În partea stângă, o femeie tânără, cu capul aplecat puțin pe spate, având bustul dezvelit, cu forme voluptoase, care acoperă bustul bărbatului. Fața-i rotundă, cu ochii închiși, este luminată de un zâmbet abia perceptibil. Părul lung, în șuvițe, îi acoperă jumătatea dreaptă a feței. Bărbatul, mai înalt, așezat în partea dreaptă a femeii, stă aplecat asupra acesteia, lipindu-și obrazul stâng de fața ei. Mâna stângă, într-un gest de mângâiere, este așezată pe părul ei, în dreptul gâtului. Figura bărbatului, cu trăsături armonioase, clar conturate, cu pleoapele lăsate, degajă o notă de melancolie și visare. Personajul feminin prezintă trăsături fizionomice mai estompate. În lucrarea "Szervátiusz Jenő", apărută la Editura Meridiane, București, 1961, reputatul istoric și critic de artă Raoul Șorban publică, la pagina 7, fotografia lucrării, împreună cu textul: "Iubire, rădăcină de ulm, 1961". Această prețioasă precizare servește la datarea lucrării, întrucât artistul nu a semnat și nu a datat, prin gravură, ca în alte cazuri, această importantă creație a sa. | Muzeul de Artă, Cluj                    | Cimec    |
|      | Fată cu floare Autor: Szervátiusz, Jenő                                                                                              | Datare: 1956 Școală: Școală românească contemporană Dimensiuni: Î: 47 cm ; La: 18 cm; A: 36 cm Material: lemn (fără cunoșterea esenței), cioplire cu dalta, șlefuire, pictare policromă, patinare cu ceară         | Compoziție statică. Surprinderea unei atitudini umane, cu un limbaj plastic de maximă expresivitate. Basorelief care redă o fată tânără, nud. Pe cap poartă o basma de culoare verde închis, vrâstată cu dungi roșii, desfăcută, iar la gât un șirag de mărgele roșii. Cu mâna stângă, îndoită de la cot, își atinge șiragul de mărgele, iar cea dreaptă o ține întinsă pe lângă corp. În spatele fetei, un fir de floarea-soarelui care-și apleacă floarea spre capul acesteia. Lucrarea este semnată, dreapta jos, vertical: SZERVATIUSZ J. și datată orizontal intercalat: 1956 - gravat. | Muzeul de Artă, Cluj                    | Cimec    |
|      | Furtuna Autor: Szervátiusz, Jenő | Datare: 1955 Școală: Școală românească contemporană Dimensiuni: Î: 46 cm ; La: 140,8 cm; A: 3 cm Material: lemn de paltin, cioplire cu dalta, șlefuire, pictare policromă, patinare cu ceară                       | Compoziție dinamică, desfășurată pe orizontală, cu numeroase linii de forță oblice și verticale. Sunt redate personaje și animale. Izbucnirea furtunii determină personajele să se refugieze din calea stihiei. În partea stângă, o femeie îmbrăcată în costum popular, înspăimântată, fuge, fiind imediat urmată de bărbatul său. În fața lor, animale domestice și sălbatice se află în aceeași mișcare. În partea dreaptă este redată altă femeie, în atitudine liniștită, având la picioarele ei câinele care se odihnește. Artistul sugerează veridic atmosfera, cu un puternic contrast între zone de umbre și lumini. Marginea reliefului este sculptată în formă de ramă neregulată. Lemnul cioplit în planuri mici, ulterior policromat în tonalități de verde, roșu, oranj, ocru, brunuri și cenușiu. Lucrarea este semnată stânga jos, pe verticală: SZERVATIUSZ J. și datată intercalat 1955 - gravat. | Muzeul de Artă, Cluj                    | Cimec    |
|      | Spălătoreasa Autor: Szervátiusz, Jenő                                                                                                | Datare: 1956 Școală: Școală românească contemporană Dimensiuni: Î: 40,7 cm ; La: 29,3 cm; A: 2,5 cm Material: lemn de paltin, cioplire cu dalta, șlefuire, pictare policromă                                       | Compoziție statică. Surprinderea unei atitudini umane, cu un limbaj plastic de maximă expresivitate. Este reprezentată o femeie tânără, îmbrăcată în costum tradițional din zona Călatei, având fusta roșie și ilicul brodat cu flori, pe cap poartă o basma roșie strânsă la spate. Stă aplecată, cu picioarele în apă, în mâna stângă ține o cămașă așezată pe un suport de lemn, iar în mâna dreaptă ține maiul cu care spală rufele. Alte elemente din natură: o plantă - floarea soarelui și un pește, vizibil de sub luciul apei, redau cu veridicitate atmosfera în care se petrece acțiunea. Lemnul este cioplit în suprafețe mici, policromat în roșu, verde deschis, albastru-gri, oranj și galben. Muchia stângă a reliefului este neprelucrată. Lucrarea este semnată, stânga jos, pe verticală: SZERVATIUSZ J.și datată orizontal: 1956, gravat. | Muzeul de Artă, Cluj                    | Cimec    |
|      | Gr. Lazar Miklos Autor: Kovary Endre                                                                                                 | Datare: Sfârșitul secolului al XIX -lea Școală: Școala transilvăneană Dimensiuni: L: 1530, LA: 1210 mm (în registrul inventar - L: 1350 mm; LA: 1220mm) Material: ulei pe pânză                                    | Portret de bărbat, șezând, într-un interior. Bărbatul este orientat trei sferturi spre stânga, privește frontal, având mâna dreaptă sprijinită de masă, iar stânga lăsată pe brațul fotoliului. Este în vârstă, are părul alb, cu cărare pe drapta, fruntea înaltă cu un început de calviție, mustață și barbă cărunte. Poartă ochelari. Poartă costum alcătuit din trei piese, pantaloni, sacou, vestă - negre, cămașă albă cu guler îndoit, la care are atașat un papion negru. În partea de jos a vestei este dispus simetric lănțișorul de la ceas. Șede într-un fotoliu tapițat în verde închis, întors spre stânga, spre masa redată parțial. În fundal, în stânga, un raft cu cărți care completează biroul stil somptuos, sculptat, iar o draperie roșu-închis închide compoziția în dreapta, pe întreaga înălțime. Fundalul neutru, verde-brun. Opt volume pe biroul clasicist, cu următoarele titluri: 1. Adatok a Bercsenyi csalad nemzedek rendehez, 2. Javai Peter alvajda es maradekai, 3. A ket Lack csalad eredete, 4. Erdely fokapitanjai, 5. Szekely ispanok es alispanok a mohacsi veszig, 6. A Kelneki csalad nemzedek rendje, 7. Erdely foispanjai, 8. A Gr. Lazar csalad. Stânga sus - blazon și inscripție. Semnat și datat stânga jos lateral, cu roșu-Kovary E. 1889. | Muzeul Național de Artă, Cluj           | Cimec    |
|      | Hadadi Br. Wesselenyi Ferencz Autor: Kun, S.                                                                                         | Datare: Sfârșitul secolului al XIX -lea Școală: Școala transilvăneană Dimensiuni: L: 1490 mm, LA: 1183 mm (În Registrul inventar - L: 1485 mm; LA: 1183 mm) Material: ulei pe pânză                                | Portret de bărbat într-un interior, figură aproape întreagă. Bărbatul șede într-un fotoliu stil tapițat în material roșu, picior peste picior, având corpul orientat înspre stânga, cu chipul întors spre privitor; mâna stângă se sprijină pe brațul fotoliului. Personajul are părul cărunt și rar, cu o calviție pronunțată, poartă barbă și mustață. Poartă haine de culoare închisă - pantaloni, attila cu brandenburguri, vestă la care are atașat lănțișorul pentru ceas. În fundal, în partea dreaptă, o draperie roșu închis, cu falduri ample, strânsă la mijloc, iar în stânga un birou stil, pe care sunt așezate două cărți și un ziar cu înscrisul „Hirlap”'. Fundalul neutru, de culoare verde-oliv. Blazon de familie și inscripție, stânga sus. Semnat dreapta jos cu roșu: KUN S, nedatat (ilizibil). | Muzeul Național de Artă, Cluj           | Cimec    |
|      | Br. Kemeny Domokos Autor: Fekete | Datare: Sfârșitul secolului al XIX -lea Școală: Școala transilvăneană Dimensiuni: L: 1515 mm, LA: 1220 mm (în registrul inventar: L: 1500 mm; LA: 1225 mm) Material: ulei pe pânză                                 | Portret de bărbat într-un interior, văzut până la glezne, ușor orientat spre dreapta. Șede într-un fotoliu tapițat în roșu-închis, se sprijină cu mâna stângă pe o pernă decorativă. Are părul, barba și mustața cărunte. În mâini ține un baston cu mâner, așezat în diagonală. Poartă costum alcătuit din trei piese: pantaloni, sacou, vestă de culoare neagră, cămașă neagră, cămașă albă, la gât având înnodată o lavalieră neagră. Pe haină, în partea stângă, are atașată distincția de cavaler al Ordinului Imperial Leopold (al Casei de Habsburg). În stânga compoziției: o măsuță stil cu tăblia rotundă pe care este așezată o vază cu plante cu frunzele înguste și lungi. Fond brun verzui-închis. Blazon de familie și inscripție, dreapta sus. Semnat și datat stânga jos cu roșu: „Fest L. Fekete J. 1891/M.Nemeti'”. | Muzeul Național de Artă, Cluj           | Cimec    |
|      | Malomvizi Gr. Kenedeffy Adam (1795-1834)                                                                                             | Datare: DECENIILE 5-7 ALE SECOLULUI AL XIX-LEA Școală: Școala transilvăneană, Școala maghiară Dimensiuni: L: 1800 mm; LA: 1340 mm (în registrul inventar: L- 1790 mm; LA - 1340 mm) Material: ulei pe pânză        | Portret de bărbat în picioare, într-un interior văzut frontal, până la genunchi, în ținută maghiară de curte. Personajul este corpolent, fața este încadrată de părul scurt pieptănat pe spate care se articulează cu barba. Cu mâna dreaptă se sprijină de o masă în stil empire având piciorul-ornament în formă de corp de leu, pe care este așezată căciula cu panaș, iar cea stângă o ține îndoită și adusă la piept. Bărbatul poartă un doloman de culoare închisă cu brandenburguri aurii și paftale în care sunt încrustate pietre prețioase, o mantie prinsă cu un cordon de mantie prevăzut cu paftale având încrustate pietre prețioase. Mantia are guler răsfrânt din blană. Cu marginile brodate tot cu blană, este ținută pe spate și adusă în față pe umărul stâng; pantalonii, strânși pe picior ornamentați la partea superioară cu brandenburguri aurii. În partea stângă a lucrării o draperie verde-oliv, iar în cea dreaptă apare un detaliu de peisaj (se distinge o stâncă pe care se ridică un castel, o căsuță pe malul unui râu, posibil o moară). Stânga sus, blazon de familie și inscripție. | Muzeul Național de Artă, Cluj           | Cimec    |
|      | Bethleni Gr.Bethlen Janos Autor: Melka Venceslaw                                                                                     | Datare: Sfârșitul secolului al XIX -lea Școală: Școala transilvăneană Dimensiuni: L: 1498 mm, LA: 1195 mm (în registrul inventar: L - 1290 mm; LA - 1200 mm) Material: ulei pe pânză                               | Portret de bărbat, șezând, într-un interior. Bărbatul, văzut până aproape de glezne, șede într-un fotoliu înalt lângă o masă acoperită cu o țesătură roșu-închis, pe care sunt așezate documente și cărți. Personajul este orientat trei sferturi spre stânga și are chipul întors înspre privitor. Este relativ tânăr, are ovalul feței încadrat de părul ondulat, pieptănat cu cărare pe stânga, frunte înaltă privirea ageră, poartă mustață subțire, cu vârfurile întoarse în sus, după moda vremii. Are brațul drept așezat pe brațul fotoliului, iar în mâna stângă, sprijinită pe genunchi, ține un ziar. Poartă costum și vestă de culoare neagră, cămașă albă, la gât având înnodată o lavarieră neagră. În spatele său se află o draperie ocru-verzui. Dominanta cromatică brun-verzui, cu accente de brun roșcat. Dreapta sus - blazon de familie și inscripție. Semnat cu inițiale dreapta jos, cu negru-mov. | Muzeul Național de Artă, Cluj           | Cimec    |
|      | Br. Wesselenyi Miklos Autor: Melka Venceslaw                                                                                         | Datare: SFARȘITUL Sfârșitul secolului al XIX -lea Școală: Școala transilvăneană Dimensiuni: L: 1495 mm; LA: 1185 mm Material: ulei pe pânză                                                                        | Portret de bărbat, văzut până la genunchi, în semiprofil stânga, capul puțin ridicat, cu privirea în depărtare, într-un interior. Personajul este corpolent, cu părul închis la culoare și mustață scurtă având capetele răsucite, după moda vremii. Este în ținută maghiară de curte, poartă dolman de culoare închisă cu o centură din brandenburguri. Cu mâna stângă se sprijină pe mânerul decorat al sabiei de ceremonie, iar cu cea dreaptă, tinând un baston, se sprijină de masa acoperită cu o țesătură în verde și roșu, pe care sunt așezate documente. În partea dreaptă a imaginii se distinge o coloană în stil doric. Fundalul în ocru, brun-verzui. Stânga sus - blazon și inscripție. Semnat dreapta jos cu roșu - V.Melka, nedatat. | Muzeul Național de Artă, Cluj           | Cimec    |
|      | Boloni Farkas Sandor Autor: Kovary Endre (în registrul inventar - Kovary)                                                            | Datare: a doua jumătate a secolului al XIX-lea Școală: Școala maghiară Dimensiuni: L: 780 mm, LA: 615 mm (în registrul inventar: L- 770 mm, LA- 610 mm) Material: ulei pe pânză                                    | Portret bust, semi-profil spre stânga. Bărbatul, de vârstă mijlocie, are frunte înaltă, fața smeadă, pomeți proeminenți, arcada puțin arcuită, ochi ușor migdalați, nas mare, acvilin, o gurp frumos conturată. Poartă mustață subțire părul e pieptănat cu cărare pe partea stângă. Este îmbrăcat convețional, cu haină de culoare închisă, vestă și cămașă albe și o lavalieră neagră legată la gât. Fond de culoare brun verzui-închis. Inscripție în parte stângă sus. Semnat și datat dreapta jos lateral cu roșu - Kovary/ 1886. | Muzeul Național de Artă, Cluj           | Cimec    |
|      | B. Banfy Daniel Autor: Kovary Endre                                                                                                  | Datare: SFÂRȘITUL Sfârșitul secolului al XIX -lea Școală: Școala transilvăneană Dimensiuni: L: 1550 mm, LA: 1208 mm (în registrul inventar: L: 1535 mm; LA: 1200 mm) Material: ulei pe pânză                       | Portret de bărbat (baronul Losonczi Banffy Daniel), văzut frontal, trei sferturi - puțin mai jos de genunchi, într-un interior. Personajul este redat în semi-profil stânga, are fața rotundă, nasul drept, ochii negri, este cărunt, prezintă calviție, perciuni, mustață și barba. Mâna stângă o ține îndoită, cu degetul mare prins în buzunarul de la pantalon, iar cu cea dreaptă se sprijină de masa stil aflată în dreapta sa. Poartă haine închise la culoare, sacou lung, vestă de care are atașat un lănțișor cu ceas, cămașă albă cu guler drept, în jurul acestuia având înfășurată o lavalieră, pantaloni. Fundal neutru brun-închis. O draperie de catifea, roșu-închis, în falduri mari și strânsă la mijloc, ce acoperă o parte însemnată din suprafața mesei, închide compoziția pe latura stângă. Blazon și inscripție dreapta sus. Semnat și datat stânga jos, cu negru: Kovary, E.1890. | Muzeul Național de Artă, Cluj           | Cimec    |
|      | Hidvegi Gr. Miko Imre Autor: Pallik, Bela                                                                                            | Datare: Sfârșitul secolului al XIX -lea Școală: Școala maghiară Dimensiuni: L: 1495 mm; LA: 1175 mm (în registrul inventar: L: 1500 mm; LA: 1165 mm) Material: Ulei pe pânză                                       | Portret de bărbat, în picioare, figură trei sferturi, într-un interior. Are o atitudine semeață, chipul dârz, părul pieptănat într-o parte, mustață cu colțuri răsucite. Redat în ținută maghiară de curte, poartă un dolman de culoare închisă și mantie bordată cu blană, care este prinsă cu un cordon cu trei paftale, cu accesorii cu pietre prețioase. Cavaler al Crucii Mari, poartă distincțiile Ordinului Imperial Leopold, panglică roșie tivită cu auriu prețios și crucea cu inscripția „INTEGRITATE ET MERITO”. La gât are înnodată o eșarfă neagră cu terminații aurii în formă de franjuri. La mijloc este încins cu un brâu metalic, aurit. În mâna stângă ține sabia de ceremonie, iar pe cea dreaptă o ține pe căciula de blană (de pe masa din stânga compoziției), care completează ținuta de curte. Interior sobru, redat sumar, în partea dreaptă o piesă de mobilier (secretaire). Cromatica este închisă cu valoare, înviorată de roșul utilizat la decorații. Fundal neutru (verde - umbră naturală). Stânga sus blazon și inscripție. Semnat stânga jos cu negru - Pallik Bela, nedatat. | Muzeul Național de Artă, Cluj           | Cimec    |
|      | Vedere parțială a portului Blackfriars, a turnului și a fabricii de muniție dinspre terasa de sub Casa Somerset Autor: Laurent Guyot | Datare: 1791 Școală: Școala franceză Dimensiuni: 14,5 cm x 19 cm x 17 cm x 21,5 cm Material: acvatintă, acuarelă                                                                                                   | Gravura atestă călătoriile politice și relațiile colecționarului Octavian Goga cu personalități engleze din epocă. Achiziționată probabilă cu prilejul vizitei făcute în Anglia și Scoția la invitația istoricului și omului politic R.W. Seaton Watson, în anul 1911. Tiraj probabil din albumul „Grădini engleze”. Gravură realizată în maniera vedutiștilor din sec. XVIII în cadrul curentului romantic. Aparține etapei de început a istoriei tehnicilor de gravură color, culoarea fiind obținută prin acuarelare. Prezintă îmbătrânire naturală a suportului papetar. | Muzeul Memorial „Octavian Goga”, Ciucea | Cimec    |
|      | Vedere de la Adelphy cu Casa Somerset și Podul Blackfriars Autor: Laurent Guyot                                                      | Datare: 1791 Școală: Școală franceză Dimensiuni: 14,8 cm x 29 cm; 20,7 cm x 28 cm Material: acvatintă, acuarelă pe hârtie                                                                                          | Gravură realizată în maniera vedutiștilor din sec. XVIII în cadrul curentului romantic. Aparține etapei de început a istoriei tehnicilor de gravură color, culoarea fiind obținută prin acuarelare. | Muzeul Memorial „Octavian Goga”, Ciucea | Cimec    |
|      | Le Bal paré Autor: Jacques Francois Chereau                                                                                          | Datare: 2/1 sec. XVIII Școală: Școală franceză Dimensiuni: 31 cm x 43 cm; 22 cm x 38,3 cm Material: gravură cu acul, acuarelă                                                                                      | Interior de arhitectură cu decorație pictată și candelabre somptuoase care descrie gusturile aristocrației franceze târzii, cea care va fi înlăturată de pe scena istoriei de către Revoluție. | Muzeul Memorial „Octavian Goga”, Ciucea | Cimec    |
|      | Concertul Autor: Antoine-Jean Duclos                                                                                                 | Datare: nedatat (1773-1774?) Școală: Școală franceză Dimensiuni: 22,3 cm x 38,5 cm; 31 cm x 43 cm Material: aquaforte, acuarelă                                                                                    | Interior de arhitectură cu decorație și draperii somptuoase, în care o asistență galantă, luxuriantă prin costumație și obiceiuri, ilustrează gusturile aristocrației franceze târzii, cea care va fi înlăturată de pe scena istoriei de către Revoluție. | Muzeul Memorial „Octavian Goga”, Ciucea | Cimec    |
|      | Dorobantz. (Valacchia) Dorobanț Autor: Michel Bouquet                                                                                | Datare: nedatat Școală: Școală franceză Dimensiuni: 18,7 x 13,5 cm Material: acuarelă, tuș, hârtie cașerată pe carton                                                                                              | Execuție cu interes pentru veridicitatea personajelor și redarea veștmintelor acestora, tipic romantismului de călătorie predominant în epocă. | Muzeul Memorial „Octavian Goga”, Ciucea | Cimec    |
|      | Montagnuolo (Valacchia), Muntean Autor: Michel Bouquet                                                                               | Datare: nedatat Școală: Școală franceză Material: acuarelă, tuș, hârtie cașerată pe carton | Execuție cu interes pentru veridicitatea personajelor și redarea veștmintelor acestora, tipic romantismului de călătorie predominant în epocă. | Muzeul Memorial „Octavian Goga”, Ciucea | Cimec    |
|      | Montevergine, Napoli Autor: Consalvo (Gonsalvo) Carelli                                                                              | Datare: sf. Sec XIX Școală: Școală italiană Dimensiuni: 37 x 31 cm; 24 x 19,5 cm Material: litografie, manieră laviu ?, carton                                                                                     | Realizată în maniera realismului pitoresc din a doua jumătate a sec. al XIX-lea. | Muzeul Memorial „Octavian Goga”, Ciucea | Cimec    |
|      | Napoli Autor: (G)onsalvo Carelli | Datare: sf. Sec. XIX Școală: Școală italiană Dimensiuni: 36,5 x 30,8 cm; 23,5 x 18,5 cm Material: litografie color (maniera laviu?), carton                                                                        | Realizată în maniera realismului pitoresc din a doua jumătate a sec. al XIX-lea. | Muzeul Memorial „Octavian Goga”, Ciucea | Cimec    |
|      | Napoli (II) Autor: Gonsalvo (Consalvo) Carelli                                                                                       | Datare: sf. Sec. XIX Școală: Școală italiană Dimensiuni: 30,8 x 36,5 cm; 18 x 24 cm Material: litografie color (maniera laviu?), carton                                                                            | Realizată în maniera realismului pitoresc din a doua jumătate a sec. al XIX-lea. | Muzeul Memorial „Octavian Goga”, Ciucea | Cimec    |
|      | Wilton în Wiltshire, Castelul contelui Pembroke Autor: W. Walle (desenator) și Laurent Guyot (gravor)                                | Datare: 1791 (?) Școală: Școală franceză Dimensiuni: 15,4 cm x 19,4 cm; 18 cm x 22,5 cm Material: acvatinta, acuarelă, hârtie                                                                                      | Gravură realizată în maniera vedutiștilor din sec. XVIII în cadrul curentului romantic. Aparține etapei de început a istoriei tehnicilor de gravură color, culoarea fiind obținută prin acuarelare. | Muzeul Memorial „Octavian Goga”, Ciucea | Cimec    |
|      | Casa Plăcerii a onorabilului Welbore Ellis la Tickenhem în Midlefex Autor: W. Walle (desenator) și Laurent Guyot (gravor)            | Datare: 1791 (?) Școală: Școala franceză Dimensiuni: 15,4 cm x 19,4 cm; 18 cm x 22,5 cm Material: gravură color, culoarea fiind obținută prin acuarelare pe hârtie                                                 | Gravură realizată în maniera vedutiștilor din sec. XVIII în cadrul curentului romantic. Aparține etapei de început a istoriei tehnicilor de gravură color, culoarea fiind obținută prin acuarelare. | Muzeul Memorial „Octavian Goga”, Ciucea | Cimec    |
|      | Interior cu canapea Autor: Anna Peters (în inventarul donației "Peters Anders")                                                      | Datare: 2/1, sec. XIX Școală: Școală germană Dimensiuni: 42,8 x 52,1 cm Material: acuarelă pe hârtie | Interior de locuință tipic pentru realismul burghez al mediului aristocrat din a doua jumătate a sec. XIX. Realism minuțios, cu accentul căzând pe redarea fotografică a realității, texturii, pe exprimarea unui realism minuțios al formelor preluate din realitate. | Muzeul Memorial „Octavian Goga”, Ciucea | Cimec    |
|      | Interior cu pian Autor: Anna Peters (în inventarul donației "Peters Anders")                                                         | Datare: 2/1, sec. XIX Școală: Școală germană Dimensiuni: 42,8 x 52,1 cm Material: acuarelă pe hârtie | Interior de locuință tipic pentru realismul burghez al mediului aristocrat din a doua jumătate a sec. XIX. Realism minuțios, cu accentul căzând pe redarea fotografică a realității, texturii, pe exprimarea unui realism minuțios al formelor preluate din realitate. | Muzeul Memorial „Octavian Goga”, Ciucea | Cimec    |
|      | Portretul lui Ady Endre Autor: Dezso Bokros Birman                                                                                   | Datare: 1924 Școală: Școala maghiară modernă Dimensiuni: 37 x 17 x 14 cm Material: portret ronde-bosse, realizat din bronz prin modelaj, turnare                                                                   | Portret realizat în maniera fluidă a modelajului sintetic, în spiritul însușit de artist, inspirat din arta veche greacă și cea egipteană. | Muzeul Memorial „Octavian Goga”, Ciucea | Cimec    |
|      | Mamă cu copil Autor: Teodor Steinlen                                                                                                 | Datare: circa 1920 Școală: Școala franceză modernă Dimensiuni: 55,6 x 38 cm Material: desen în cărbune pe hârtie cașerată pe carton                                                                                | Crochiu reprezentând o "maternitate", o mamă tânără cu copilul în brațe, obținut prin tehnica unui hașuraj alert care potențează ideea de moment dramatic, afectiv, al mamei care își apără și strânge în brațe copilul. | Muzeul Memorial „Octavian Goga”, Ciucea | Cimec    |
|      | Portret de bătrân (George Coșbuc ?) Autor: Alexandru Popp                                                                            | Datare: 1918? Școală: Școala românească modernă (Transilvania), începutul secolului al XX-lea Dimensiuni: 63,5 x 45 cm Material: desen în creion pe carton                                                         | Potretul unui personaj, așezat pe scaun, văzut din față, realizat cu interes pentru redarea minuțioasă, realistă a caracteristicilor vizuale ale figurii portretizate. | Muzeul Memorial „Octavian Goga”, Ciucea | Cimec    |
|      | Portretul lui Octavian Goga Autor: Autor neidentificat                                                                               | Datare: 19(?) Școală: Școala românească modernă Dimensiuni: 30 x 22,5 cm Material: acuarelă și creion pe hârtie | Îl reprezintă pe poet în perioada de maturitate din prima jumătate a sec. XX. Se remarcă prin minuțiozitatea redării și prin folosirea temperată a tonurilor apropiate de maniera academică în poziția bust, semiprofil dreapta, cu interes pentru redarea personalității modelului și distincția psihologică. Portretul are un caracter generic, fiind, probabil, punctul de plecare pentru mai multe lucrări care preiau atitudinea personajului, nuanțarea expresivă și distincția psihologică. | Muzeul Memorial „Octavian Goga”, Ciucea | Cimec    |
|      | Bustul lui Octavian Goga Autor: Corneliu Medrea                                                                                      | Datare: 1930 Școală: Școala românească modernă Dimensiuni: 60 x 40 x 29 cm Material: bust în ronde-bosse cioplit în marmură                                                                                        | Portretul lui Octavian Goga, bust, văzut din față, realizat prin cioplire în material definitv (marmură albă) într-o viziune monumentală, cu forme simplificate, robuste, păstrând caracteristicile fizionomice, aducând aminte, prin sugestiile clasicizante, de sculptura antică romană. | Muzeul Memorial „Octavian Goga”, Ciucea | Cimec    |
|      | Octavian Goga Prim Ministru al României Autor: Dimitrie Bârlad (Ion C. Dumitriu-Bârlad)                                              | Datare: ianuarie 1934 Școală: Școala românească modernă Dimensiuni: 59 x 27 x 27 cm Material: bust în ronde-bosse din bronz patinat, turnat                                                                        | | Muzeul Memorial „Octavian Goga”, Ciucea | Cimec    |
|      | Turnul Sfatului - Sibiu (intrarea în piața mică Sibiu) Autor: Gheorghe Chirovici                                                     | Datare: 1937 Școală: Școala românească interbelică Dimensiuni: cca. 60 x 45 cm, 80 x 65 cm (cu rama) Material: acuarelă pe hârtie                                                                                  | Lucrare de tipul realismului documentar, realizată în acuarelă. | Muzeul Memorial „Octavian Goga”, Ciucea | Cimec    |
|      | Goga cu buzduganul (echipat în costum cu însemne fasciste) Autor: Francois (Ferenc) Gall                                             | Datare: 1935-1938 Școală: Școala românească Dimensiuni: 32 x 25 cm Material: desen și acuarelă pe hârtie | Personajul este caricaturizat, simbolizând gândirea și atitudinea lui Goga sub forma unui ofițer SS, purtând o ghioagă. | Muzeul Memorial „Octavian Goga”, Ciucea | Cimec    |
|      | Los Desperados Macedonschiados Autor: Iosif Iser                                                                                     | Datare: dec. 1-2 sec. XX Școală: Școala românească Dimensiuni: 33 x 40 cm Material: tuș pe hârtie | Compoziție cu personaje hilare, caricaturizate, simbolizând personaje din clasa politică a epocii din societatea românească în mijlocul cărora tronează emfatic figura inconfundabilă a poetului Macedonski. | Muzeul Memorial „Octavian Goga”, Ciucea | Cimec    |
|      | Telen Autor: Octavian Smigelschi | Datare: sf. Sec XIX-încep. Sec. XX Școală: Școala românească modernă Dimensiuni: 31 x 21,5 cm Material: acuarelă pe hârtie cașerată pe carton                                                                      | Peisajul relevă atașamentul artistului pentru tehnicile de lucru academice, pentru acuarelă și viziunea sa profund realistă asupra redării subiectului impregnat de ethos românesc. | Muzeul Memorial „Octavian Goga”, Ciucea | Cimec    |
|      | Sfânt | Datare: secolul al XVIII-lea Școală: Școală Transilvăneană Dimensiuni: 522 x 392 x 286 mm. Material: lemn policromat                                                                                               | „Statuia unui sfânt” se înscrie într-o elipsă punsă în evidență de traiectoria mantiei și a înclinării capului înspre stînga sa. Forma elipsei întrerupe parțial diagonala constituită de înclinarea capului și ușoara torsiune a corpului. Drapajul se caracterizează prin alternanța dintre faldurile ample, care predomină, și faldurile mărunte, care pun în valoare jocul de umbră și lumină. Remarcăm tranziția atentă de la o suprafață plastică la alta, care se realizează printr-o anumită siguranță tehnică, iar ductul draperiei se realizează cu o evidentă varietate de limbaj. Asemănarea cu lucrarea ”Sfânt cu pruncul în brațe” ne oferă argumente semnificative în favoarea încadrării acestei lucrări în stilul baroc și a datării sale în secolul al XVIII-lea. Iconografia, structura compozițională, direcționarea mișcării și zonele tratate în suprafețe mai mari, ce introduc echilibru în compoziție, ne permit să credem că în acest caz ne aflăm în fața unei lucrări elaborate de un meșter transilvănean, care cunoștea însă foarte bine barocul german. Lucrarea ”Statuia unui sfânt” a fost expusă în perioada 1974-1992 în Galeria Națională a Muzeului de Artă Cluj-Napoca. | Muzeul Național de Artă, Cluj           | Cimec    |
|      | Sfântul Anton cu Pruncul în brațe | Datare: secolul al XVIII-lea Școală: Școală transilvăneană Dimensiuni: 505 x 394 x 292 mm. Material: lemn policromat                                                                                               | Lucrarea ”Sfânt cu pruncul în brațe” se evidențiază prin asemănări semnificative cu o piesă din colecția Wodianer, care-l reprezintă pe Anton de Padova și se înscrie din punct de vedere stilistic în barocul german din secolul al XVIII-lea. La rândul său, ”Sfânt cu pruncul în brațe” îl reprezintă pe Anton de Padova, ținându-l în brațe pe Pruncul Isus, nud. Întreaga elansare a grupului statuar descrie o elipsă, evidențiată de traiectoria mantiei și a brațelor celor două personaje. Drapajul se caracterizeză atât prin falduri ample, ușor frânte, cât și prin cute mărunte, ale căror planuri fragmentate facilitează jocul de umbră și lumină. Asemănarea cu lucrarea din colecția Wodianer ne oferă argumente semnificative în favoarea încadrării acestei lucrări în stilul baroc și a datării sale în secolul al XVIII-lea. Iconografia, structura compozițională, direcționarea mișcării și zonele tratate în suprafațe mai mari, care îi conferă echilibru întregii compoziții, ne permit să credem că ne aflăm în fața unei lucrări elaborate de un meșter transilvănean, care cunoștea însă foarte bine barocul german. Lucrarea ”Sfânt cu pruncul în brațe” a fost expusă în perioada 1974-1992 în Galeria Națională a Muzeului de Artă Cluj-Napoca. | Muzeul Național de Artă, Cluj           | Cimec    |
|      | Statuia unui sfânt | Datare: secolul al XVIII-lea Dimensiuni: Î; 1020 MM, LA: 550 mm; A: 380 mm. Material: lemn policromat; cioplire; lustruire; acoperire cu stuc; aurie                                                               | Personaj religios neindentificat, figură întreagă, redat frontal, în picioare, într-o atitudine statică cu corpul plasat într-un ușor contrapost, greutatea fiind sprijinită pe piciorul stâng, în timp ce dreptul este flexat cu genunchiul adus puțin înainte), animată de o stare de grație, de un suflu spiritual tipic plasticii figurative de secol XVIII. Mâna stângă, cu cotul și încheietura ușor îndoite, coboară pe lângă corp, palma desfăcută (cu degetele crispate, lipite unele de altele, cu excepția degetului mare) fiind așezată pe coapsă, în timp ce dreapta, la rândul ei, îndoită la nivelul cotului, susține o carte voluminoasă, larg deschisă, sprijinită în dreptul șoldului. Capul, ușor aplecat spre umăr, este întors trei sferturi spre dreapta, cu privirea îndreptată spre paginile cărții. Chipul aspru, cu profil emaciat, pomeți proeminenți, nas acvilin și bărbie ascuțită, trăsături ce încheagă o fizionomie specific barocă, pare inundat de un sentiment de adâncă devoțiune. Păr bogat, cu onduleuri rebele, mustață și barbă lungă, despicată la mijloc, cu fusuri rotite și vârfuri buclate. Veșmântul amplu, bogat drapat, cu falduri grele care conferă compoziției accentele unei mișcări potențiale (ce declanșează jocuri de umbre și lumini), este alcătuit dintr-o tunică lungă, largă, cu mâneci lungi, întoarse și deschidere dreaptă la baza gâtului, cu barete din piele. Limbaj plastic propriu barocului provincial. Nesemnat. Nedatat (secolul XVIII). | Muzeul Național de Artă, Cluj           | Cimec    |
|      | Statuia unui sfânt | Datare: secolul al XVIII-lea Dimensiuni: Î: 1030 mm; LA: 500 mm, A: 340 mm. Material: lemn policromat; lustruire; acoperire cu stuc; aurie                                                                         | Personaj religios neindentificat, figură întreagă, redat frontal, în picioare, într-o atitudine însuflețită de o puternică fervoare mistică. Surprins într-o mișcare reținută, temperată, bărbatul pare a păși cu stângul înainte, în timp ce-și duce mâna dreaptă spre inimă într-un gest de înflăcărată devoțiune. Mâna stângă, lăsată să cadă liber pe lângă corp, ușor îndoită la nivelul cotului, susține o carte voluminoasă, închisă (cotorul cărții se sprijină pe degetul mare al pălmii drepte). Capul cu bărbia ușor ridicată în vânt este întors trei sferturi spre dreapta, chipul senin al personajului, cu privirea îndreptată spre cer, fiind însuflețit de un patos religios ardent. Trăsături fizionomice specific baroce, încadrate de un păr bogat, cu onduleuri rebele, mustață și barbă scurtă, cu fusuri rotite și vârfuri buclate. Veșmântul amplu, bogat drapat, cu falduri grele care conferă compoziției accentele unei mișcări potențiale ce declanșează jocuri de umbre și lumini), este alcătuit dintr-o tunică lungă, largă, cu mâneci lungi, întoarse și deschidere rotunjită la baza gâtului, marginile sale fiind aurite, prinsă la mijloc cu un brâu, și o mantie. În picioare, o pereche de sandale simple, cu barete din piele. Morfologie stilistică și schemă compozițională tipice barocului provincial. Nesemnat. Nedatat (secolul XVIII). | Muzeul Național de Artă, Cluj           | Cimec    |
|      | Cană cu capac | Datare: Nedatat Dimensiuni: I: 238 mm, DL: 156 mm; DG; 78 mm (Diametru capac 78 mm), DB: 88 mm; G: 1.088;46 grame Material: faianță; cositor; turnare; cizelare                                                    | Cană cu capac tronconică, la bază mai lată, având forma unei sfere turtite; corpul sprijinit pe un picior relativ scund, ușor evazat. Cana este încastrată într-o armătură metalică (cositor) care îi conferă suplețe și stabilitate. Aceasta este formată din capacul propriu-zis, brățara de la mijlocul vasului care face corp comun cu toarta, platbandele laterale și picior. Toarta pornește imediat de sub buză descriind un semicerc și coboară până la jumătatea corpului cănii, unde este fixată de brățată, respectiv platbandă. La partea superioară se prinde de capac printr-o șarnieră cu decor înalt. Capacul semisferic turtit prezintă la mijloc un relief plat circular, care are incizat la partea superioară un motiv decorativ realizat din 4 jumătăți de cerc, întrepătrunse. Cana este acoperită cu glazură albă, lucioasă și pictată cu emailuri policrome - roșu, albastru, verde; decor vegetal sub glazură (flori de lalea, frunze de trifoi stilizate) conturate cu negru. | Muzeul Național de Artă, Cluj           | Cimec    |
|      | Pahar | Datare: nedatat Dimensiuni: I: 242 mm, DL; 120 mm, G: 551, 20 grame, DB: 92 mm. Material: argint; ciocănire au repousse, cizelare                                                                                  | Pahar de argint de formă tronconică, cu gura evazată, alcătuit din două registre delimitate la treimea inferioară de un inel. În registrul superior sunt reprezentate trei personaje mitologice înscrise în trei medalioane, încadrate de un bogat decor cu motive vegetale, care alternează (grupe de fructe și frunze dispuse în ghirlande). Același decor se regăsește și în registrul inferior, alături de palmete. | Muzeul Național de Artă, Cluj           | Cimec    |
|      | Car cu boi Autor: Grigorescu, Nicolae                                                                                                | Datare: Sf. sec. al XIX-lea Descoperit: jud., com. Dimensiuni: 10 x 16 cm Material: ulei pe lemn | Tablou cu tematică rurală reprezentând un car cu boi însoțit de un călăreț, la asfințit. Semnat stânga jos cu roșu: Grigorescu. Suport ciobit în colțul din stânga sus. | Colecții particulare, Cluj              | Cimec    |
|      | Nud bărbătesc Autor: Henția, Sava | Datare: 1873 Școală: Școală românească Dimensiuni: 79,5x52 cm Material: ulei pe pânză | Nud bărbătesc figură întreagă, reprezentat stând în picioare, văzut din spate, pe fundal neutru. Bărbatul ține mâna stângă sprijinită în șold, în timp ce dreapta este îndoită la nivelul cotului și are antebrațul întins, palma închisă, exceptând degetele mare și arătător, care sunt răsfirate. Plasat în contrapost, cu capul aplecat în față, bărbatul își sprijină greutatea corpului pe piciorul drept, în timp ce stângul este flexat, cu genunchiul adus puțin înainte. Bărbatul are părul șaten, tuns scurt. Lucrare tipic academistă, execuție laborioasă. Culoarea, convențional tratată, este menținută în totalități dominante de brun, verde întunecat și ocru. Eclerajul, și el convențional, subliniază valorile plastice constructive, relieful formelor obținute prin dese și clar-obscur tranșant, nenuanțat. Semnat, localizat și datat dreapta jos, cu brun roșcat: „Henția Paris 1873”. Verso: însemnări manuscrise: pe șasiu, cu albastru: MA 60; dreapta sus, etichetă cu înscris în cerneală: 60 S. Henția/ Nud bărbătesc; pe pânză, dreapta sus, cu albastru închis, în chenar: P. 45; stânga sus, spre mijloc, ștampilă ovală: CHABODS SUC DE BOVARD… (în continuare ilizibil). | Muzeul de Artă, Cluj                    | Cimec    |
|      | Bivolii Autor: Ziffer Sándor | Datare: 1931 Școală: Școală românească Dimensiuni: 101x121 cm Material: ulei pe pânză | Cele trei planuri ale compoziției cu bivoli în peisaj sunt evidențiate prin contrast cromatic cald - rece, contrast de calitate și prin contrastul de cantitate. În primul plan, într-o baltă, se află trei bivoli reprezentați în tonuri variate de violet, albastru, griuri colorate și negru. În planul al doilea, pe o câmpie, în tonuri de galben, apar alți doi bivoli. În planul al treilea, câteva case, în ocruri și alburi colorate și pâlcuri de copaci, în tonuri de verde, se profilează pe munții în nuanțe de albastru. Stil specific centrului artistic Baia Mare. Semnat și datat, dreapta jos, în roșu carmin: „Ziffer S. 1931”. Verso: eticheta pe șasiu, stânga sus: Exp. retrospectivă Al Ziffer/ Data: 18 oct./ 20 nov./ Autor:/ Titlu: Bivolii/ Tehnica: u./p; 101 x 1,2015/ proprietar: M. de Artă Cluj. | Muzeul de Artă, Cluj                    | Cimec    |
|      | Soția artistului Autor: Acs Ferenc                                                                                                   | Datare: 1923 Dimensiuni: 92,5x70,5 cm Material: ulei pe pânză | Portretul compozițional al unei femei tinere: soția pictorului Âcs Ferenc. Modelul este reprezentat - până în dreptul taliei - stând pe un scaun cu spătar, cu corpul orientat spre stânga (urmând poziția scaunului), cu capul întors spre privitor (din profil spre dreapta). Femeia își ține mâinile în poală, într-un manșon de pene elegant, la modă în epocă. Poartă o haină sobră cu guler lat și înalt, iar pe cap o pălărie cu boruri largi, împodobită cu pene și un prețios ac de pălărie. Are părul lung, bogat, prins după stilul francez al începutului de secol XX. Tânăra femeie are o atitudine solemnă, cu un zâmbet ușor pe buze și o privire misterioasă. Sobrietății reprezentării, artistul îi adaugă o senzualitate discretă specifică portretelor feminine ale epocii. Gama cromatică restrânsă la tonuri reci, în dominante de acord de albastru, uitramarin și violet. Semnat stânga jos, cu violet: „Acs F.”. Verso, însemnări manuscrise și ștampile: pe marginea superioară a șasiului, dreapta sus, creion negru: M.A. 1800; dreapta sus spre mijloc, etichetă: M.A. 1800 Acs F./ Soția artistului; pe șasiu, marginea laterală stânga, ștampilă; pe pânză, dreapta sus, cu albastru: P285, încadrat într-un chenar simplu; pe pânză, dreapta sus, spre mijloc, cu roșu: 23. | Muzeul de Artă, Cluj                    | Cimec    |
|      | Natură moartă Autor: Miracovici, Paul                                                                                                | Datare: 1932 Școală: Școală românească Dimensiuni: 54,3x37,5 cm Material: ulei pe pânză lipită pe carton | Pe o planșetă ocru verzui sunt răsfirate o mulțime de scoici negre (midii). În dreapta compoziției, într-o farfurie de ceramică smălțuită, albă cu ornament albastru, sunt așezați raci fierți, scoici și o lămâie. În centru stânga compoziției, pe un blat gros de lemn, lângă o pasăre vânată sunt așezate alte câteva midii și o lămâie. Lucrarea este realizată cu o pensulație ușoară, liberă, cu tușe largi. Cromatica este dominant ternă, în cafeniuri, ocruri și brunuri nuanțate, pe care se disting pregnant intervențiile luminoase de galben, roșu vermillon și alburi colorate. Semnat, localizat și datat stânga jos, cu roșu: Paul Miracovici Paris 1932. Verso, colț dreapta jos, cu cerneală: P.C. 171/XXV-1; la mijloc, cu carioca albastră: Ma 3267. | Muzeul de Artă, Cluj                    | Cimec    |
|      | Stradă la Sighișoara Autor: Capidan, Pericle                                                                                         | Datare: Sec. XX;1/2 Școală: Școală românească Dimensiuni: 69,5x52,5 cm Material: ulei pe carton | O stradă îngustă din Sighișoara, din zona orașului vechi, este redată în perspectivă ascendentă, în planuri gradate pe verticală. Casele vechi, medievale, cu contraforturi (elemente arhitecturale specifice burgului transilvan), sunt legate peste străduță printr-o arcadă cu rol important în unitatea compozițională a ansamblului. Peste elementele de vegetație din planul îndepărtat realizat într-o perspectivă abruptă, se ridică acoperișul și turnurile bisericii gotice de pe colină. Cromatica planurilor apropiate este dominată de griuri colorate și brunuri. Sub efectele luminii și ale contrastului lumină umbră, planurile următoare sunt realizate în alburi strălucitoare, verzuri, albastru și accente de ocru-oranj. Semnat dreapta jos, cu albastru: „P. Capidan”. Verso, colțul din stânga sus, scris de mână: MA 4165; ștampila triunghiulară a Muzeului de Artă Cluj, în tuș roșu. | Muzeul de Artă, Cluj                    | Cimec    |
|      | Femeie cu copil Autor: Ressu, Camil                                                                                                  | Datare: Sec. XX;1/2 Școală: Școală românească Dimensiuni: 59,5x49,3 cm Material: ulei pe carton | Dublu portret compozițional cu mamă și copil, într-un peisaj. Grupul uman este plasat în centrul compoziției. Femeia este așezata pe pământ, lângă tulpina unui arbore, ținând copilul pe genunchiul drept și ținând capul aplecat înspre copil. Mâna stângă, cu care sprijină ușor copilul este ținută pe celălalt genunchi. Copilul, lipit de mamă, se ține ușor cu mâna dreaptă de bluza ei. Personajul feminin poartă haine simple, de muncă, o bluză albă, cu mânecă lungă, prinsă într-un nasture la baza gâtului și o fustă largă, lungă, în nuanțe de brun; pe cap poartă o basma albă prinsă la ceafă. Copilul are o cămășuță albă și pantalonași scurți, albi. Peisajul de deal din fundal, schematizat, cu adâncimea mult redusă, este redat în suprafețe net delimitate în desen și culoare, în nuanțe de verde, brun, ocru și gri. Cerul, care ocupă o suprafață restrânsă în economia imaginii, este redat în nuanțe de gri violet. Semnat dreapta jos, cu brun: „C. Ressu”. Verso, etichetă: Expoziția Pictură Modernă Românească/ Data: 15 februarie - 15 martie 2008/ Autorul: Camil Ressu/ Titlul: Femeie cu copil/ Tehnica: ulei/carton; Dimensiuni: 59,2 x 49,4 cm/ Numele proprietarului: Muzeul de Artă Cluj/ Adresa: P-ța Uniri, Nr. 30; colț dreapta jos, cu carioca albastră: PC 57/XXVII/3. | Muzeul de Artă, Cluj                    | Cimec    |
|      | Mama artistului Autor: Capidan, Pericle                                                                                              | Datare: 1902 Școală: Școală românească Dimensiuni: 107x92 cm Material: ulei pe pânză | Femeia învârstă, mama artistului, este portretizată șezând într-un fotoliu poziționat ușor întors înspre stânga, într-un interior redat sumar. Femeia sprijină mâna dreapta de brațul fotoliului, iar cu stânga, sprijinită de fotoliu și ea, prinde marginea hainei bordate cu blană pe care o poartă. Figura îi este redată frontal, în tonuri calde, trăsăturile îi sunt accentuate de vârstă: fruntea înaltă, puțin bombată, pomeții obrajilor pronunțați, ca și arcadele, ochii mari, ușor adânciți în orbite, nasul acvilin, gura cu buzele subțiri. Părul cărunt îi este prins sub un batic de culoare închisă. Vestimentația femeii este tot de culoare închisă, singura pată de culoare fiind bordura de blană a hainei, brun-cafeniu. Fundalul neutru al lucrării este realizat într-un verde închis, cu nuanțe albăstrii. Semnat și datat stânga sus, cu ocru închis: P. Capidan 1902. | Muzeul de Artă, Cluj                    | Cimec    |
|      | Cap de bătrână Autor: Băncilă, Octav                                                                                                 | Datare: Sec. XX;1/4 Școală: Școală românească Dimensiuni: 44,5x40 cm Material: ulei pe pânză | Portretul femeii în vârstă este redat bust, în semi-profil spre dreapta 1/3, pe fond neutru. Capul ușor aplecat este acoperit de o broboadă legată cu nod sub bărbie, de sub care, în zona frunții se ivește un batic de culoare deschisă care îi luminează fruntea și ochii. Poartă o haină groasă, probabil de postav, în nuanțe pământii, cu gulerul ridicat. Trăsăturile chipului, modelate expresiv cu ajutorul pastei de culoare, sunt vag definite, poziția capului și atitudinea pe care această o sugerează contribuind mai degrabă la conturarea unei anume fizionomii morale și caracterizarea psihologică a modelului. Culoarea este așternută nervos, într-o pastă groasă, imprimând picturii un caracter plastic expresiv. Lucrul în pensulă este alternat cu cel în cuțit de paletă. Cromatica este sobră, menținută în nuanțe de brunuri, cu accente de ocru și verde. Semnat dreapta sus cu negru: Octav Băncilă. Verso: pe șasiu, cu albastru: MA 5229. | Muzeul de Artă, Cluj                    | Cimec    |
|      | Autoportret Autor: Marchini, Tasso                                                                                                   | Datare: 1923 Școală: Școală românească Dimensiuni: 47x39,5 cm Material: ulei pe pânză lipită pe carton | Autoportret de tinerețe al pictorului Tasso Marchini, reprezentat bust, în semi-profil 1/3 spre dreapta, proiectat pe un fundal neutru, întunecat, aproape monocrom. Lucrarea este realizată cu evidente preocupări constructive. Trăsăturile ferme ale chipului, puternic conturate, umbrele adânci ce evidențiază angularitatea planurilor constructive, expresia concentrată, atitudinea mândră cu privirea concentrată, îndreptată direct spre spectator, imprimă figurii prestanță, subliniind temperamentul puternic și fermitatea caracterului tânărului artist. Jocul gradat al valorilor de lumină și umbră contribuie, de asemenea, la evidențierea trăsăturilor de caracter. Părul castaniu e pieptănat îngrijit spre spate. Pictorul poartă un pulover de culoare închisă, cu mâneci lungi și deschidere rotunjită la nivelul gâtului peste care se răsfrânge gulerul cămășii albe. O lavalieră neagră completează vestimentația sa austeră. Desenul suplu delimitează ferm formele în spațiu. Culoarea este rafinată, în stingeri tonale surdinizate. Semnat și datat dreapta jos, cu albastru, indescifrabil: ...kini...C...j 19XI/1923. | Muzeul de Artă, Cluj                    | Cimec    |
|      | Irina Tranko Autor: Henția, Sava | Datare: 1898 Dimensiuni: 66 x 56 cm Material: ulei pe pânză; pictare | Portret-bust al Irinei Tranko soția artistului. Semnat stânga mijloc „S. Hentia”. | Colecții particulare, Cluj              | Cimec    |
|      | Interior de atelier Autor: Capidan, Pericle                                                                                          | Datare: 1920-1940 [?] Dimensiuni: 38 x 48 cm Material: ulei pe pânză; pictare | Interior de atelier cu specific oriental. Semnat stânga sus cu galben: P. Capidan. | Colecții particulare, Cluj              | Cimec    |
|      | Micul cerșetor Autor: Grigorescu, Nicolae                                                                                            | Dimensiuni: 35,5 x 22,5 cm Material: ulei pe pânză | Semnat stânga jos cu roșu, Grigorescu. | Colecții particulare, Cluj              | Cimec    |
|      | Portret de bărbat Autor: Gyarfas Endre                                                                                               | Școală: maghiară Dimensiuni: L: 762 mm; LA: 620 mm Material: ulei pe pânză | Portretul îl reprezintă pe inginerul Kovács Sándor, personajul fiind ușor identificabil datorită inscripției din dreapta sus a lucrării. Bărbatul este redat bust (până la mijloc), în semi-profil spre dreapta, cu brațele încrucișate în dreptul pieptului, într-un portret de aparat ce accentuează elementele care țin de redarea corectă și complexă a înfățișării. Poartă o tunică neagră, încheiată până la gât, cu guler scurt, la baza căruia este fixat nodul unei eșarfe bărbătești cu terminații de franjuri. Pieptul hainei și manșetele mânecilor lungi sunt ornate cu aplicații de șnur. Sub haină, bărbatul poartă o cămașă albă vizibilă de sub gulerul hainei și de sub manșete. Bărbatul este individualizat prin calviția pronunțată care îi accentuează fruntea înaltă, ușor bombată, prin părul grizonat, pieptănat spre spate și prin mustața și barba cărunte, tunse scurt. Fundalul este neutru. Lucrarea este semnată dreapta jos, cu brun închis: „GYÁRFÁS”. | Muzeul de Artă, Cluj                    | Cimec    |
|      | Kemény Zsigmond Autor: Barabás Miklós                                                                                                | Școală: Școala maghiară Dimensiuni: L: 735 mm; LA: 577 mm Material: ulei pe pânză | Portretul îl reprezintă pe baronul Kemény Zsigmond. Este un portret academist în care principalul scop al artistului este o redare cât mai veridică a modelului: desenul construiește forma și descrie totate detaliile fizionomice și vestimentare. Personajul este redat bust, în semiprofil spre stânga, într-o atitudine sobră, pe fundal neutru. Are fruntea înaltă, păr bogat, pieptănat pe o parte, favoriți bogați, barbă scurtă și mustață negre. Ochii închiși la culoare, nasul mare, gura sunt atent desenate. Fața este mare, oarecum molatecă, dar privirea îndreptată direct spre spectator, ca și ținuta demnă descriu un personaj respectabil. Bărbatul poartă o haină neagră cu brandemburguri, descheiată, pe sub care se vede vesta, parțial încheiată și cămașa albă. Chipul personajului este tratat în nuanțe de ocru, iar vestimentația și fundalul în nuanțe de brun, brun verzui, negru. Lucrarea este semnată dreapta lateral jos, cu negru: "Barabas" și datată: 1876. | Muzeul de Artă, Cluj                    | Cimec    |
|      | Peisaj cu o moară Autor: Ivanyi Grunwald Bela                                                                                        | Datare: sf. sec. XIX - începutul sec. XX Școală: școala maghiară Dimensiuni: L: 795mm; LA: 600 mm Material: ulei pe pânză                                                                                          | Lucrarea reprezintă un peisaj de câmpie de la marginea unei localități rurale. În primul plan este redată o apă stătătoare realizată în griuri colorate și nuanțe de roz și violet. Pe malul apei sunt distribuite personaje și animale (siluetele a cinci figuri, un călăreț, oi, gâște), realizate miniatural. În centrul lucrării apare o moară de vânt, încadrată de clădiri mai mici, de copaci și căpițe de fân. Tratarea acestei părți a lucrării, compozițional și cromatic (în nuanțe vii de brun roșcat, ocru gălbui, verde crud, alburi colorate) o impune atenției privitorului. Linia orizontului este foarte jos, astfel încât cerul ocupă 2/3 din suprafața tabloului. Pe cerul în nuanțe de griuri albăstrii, norii mari, grei, în nuanțe închise, se întâlnesc și se înfruntă cu cei luminoși, în ocru și galben deschis. | Muzeul de Artă, Cluj                    | Cimec    |
|      | Peisaj de iarnă Autor: Maticska Jenő                                                                                                 | Datare: 1903 Școală: Școala de la Baia Mare Dimensiuni: L: 647 mm; LA: 435 mm Material: ulei pe pânză | În primul plan, suprafața înghețată albăstrie a unei ape se prelungește cu albul unui câmp înzăpezit. Central, se desfășoară pe orizontală un șir de copaci desfrunziți și de căpițe de fân acoperite de zăpadă. În stânga lucrării, șerpuiește în adâncime, cursul unui pârâu. În fundal, dealurile cenușii descresc dinspre stânga spre dreapta. Deasupra lor, cerul este acoperit de nori plumburii. O compoziție plein air-istă cu tratări impresioniste. Lucrarea este semnată dreapta jos, cu brun: "MATICSKA". Stânga jos, cu creion negru, este zgâriat în pastă: "NB 1903". | Muzeul de Artă, Cluj                    | Cimec    |
|      | Atmosferă de dimineață (peisaj) Autor: Mednyánsky László                                                                             | Datare: sfârșit sec. XIX - început sec. XX Școală: școala maghiară Dimensiuni: L: 776 mm; LA: 620 mm Material: ulei pe pânză                                                                                       | Un peisaj cu o baltă/lac, pe care apar două mici insule cu vegetație uscată în stânga și un mal cu copaci uscați în dreapta compoziției. Linia joasă a orizontului face ca pe întreg registrul superior și centrul imaginii, să apară redat cerul dimineții, albastru-violet cu nori albi și cu reflexe ale razelor răsăritului de soare, în tonuri de oranj și galben. În registrul inferior e redată apa, în oglinda căreia cerul se reflectă în alb și gri cu nuanțe de violet și oranj. Compoziția cu spațialitate amplă și puține detalii, cu natura sumar redată, creează o atmosferă de liniște și pustietate, de melancolie. Semnat dreapta jos, cu negru: "Mednyánsky L.". | Muzeul de Artă, Cluj                    | Cimec    |
|      | Autoportret Autor: Szopos Sándor | Școală: Școala maghiară Dimensiuni: L: 410 mm; LA: 345 mm Material: ulei pe carton | Bărbatul portretizat este reprezentat bust, în semi-profil stânga, cu capul întors spre spectator. Fizionomia se reliefează pe un fundal tern, în tonuri de verde. Trăsăturile feței apar pregnante cu fruntea înaltă, subliniată de părul bogat, castaniu, pieptănat pe spate, nasul viguros, buzele pline și bărbia proeminentă. În partea inferioară, figura e subliniată și de albul gulerului înalt al cămășii. Vestonul în ocruri verzui, cu revere largi, se acordă armonios cu tonurile închise ale lavalierei. Pensulație alertă, cu împăstări expresive. Semnat și datat stânga jos, cu roșu: “Szopos (1)910”. | Muzeul de Artă, Cluj                    | Cimec    |
|      | Paysage d'Auvergne sur Oise Autor: Daubigny, Charles François                                                                        | Datare: 1852 ? – 1860 ? Dimensiuni: 26,8 x 40,8 cm Material: Pictare; Ulei pe panel | Semnat dreapta jos cu brun Daubigny. | Colecții particulare, Cluj              | Cimec    |
|      | Trandafiri Autor: Luchian, Ștefan | Dimensiuni: 45 x 36,5 cm Material: pastel pe carton | Inscripție pe verso: “Trandafiri” pastel pe carton authentic de St. Luchian. J. Al. Steriadi. | Colecții particulare, Cluj              | Cimec    |
|      | Fetițe olandeze cu saboți de lemn Autor: Popea, Elena                                                                                | Datare: 1928 (?) Școală: Școala românească modernă Dimensiuni: 50 x 65 cm Material: ulei pe carton duplex, suport nepreparat                                                                                       | Tablou reprezentând fetițe olandeze cu saboți de lemn. Semnat dreapta jos cu tuș negru: E. Popea, inscripție pe verso: „Deacu”. | Colecții particulare, Cluj              | Cimec    |
|      | Regina Maria Autor: Popea, Elena | Datare: probabil deceniul al treilea al secolului XX Școală: Școala românească modernă Dimensiuni: 41,5 x 33 cm Material: ulei (laviu) pe carton                                                                   | Tablou reprezentând-o pe Regina Maria. Semnat dreapta jos cu tuș negru: E. Popea. | Colecții particulare, Cluj              | Cimec    |
|      | Madona Neagră Autor: Popea, Elena | Datare: 1937 (?) Școală: Școala românească modernă Dimensiuni: 40,5 x 30,5 cm Material: peniță, tuș și acuarelă pe hârtie                                                                                          | Tablou reprezentând o Madonă neagră. Semnat dreapta jos cu tuș negru: E. Popea, inscripție pe verso. | Colecții particulare, Cluj              | Cimec    |
|      | Bătrână Autor: Lowendal, Gheorghe | Dimensiuni: 87 x 61 cm Material: Pictare, pastel | Semnat dreapta sus: GL. Nedatat. | Muzeul Memorial „Octavian Goga”, Ciucea | Cimec    |
|      | Peisaj din Săcele Autor: Theodorescu-Sion, Ion                                                                                       | Dimensiuni: 70 x 50 cm Material: Ulei pe carton | Semnat stânga jos: The Sion. Nedatat. | Muzeul Memorial „Octavian Goga”, Ciucea | Cimec    |
|      | Trei femei bretone Autor: Popea, Elena                                                                                               | Dimensiuni: 61 x 50 cm Material: Ulei pe pânză, pictare | Nedatat. | Muzeul Memorial „Octavian Goga”, Ciucea | Cimec    |
|      | Natură statică (Mălini) Autor: Theodorescu-Sion, Ion                                                                                 | Dimensiuni: 70 x 50 cm Material: Ulei pe carton, pictare | Semnat stânga jos: The. Sion. Nedatat. | Muzeul Memorial „Octavian Goga”, Ciucea | Cimec    |
|      | Peisaj Autor: Ressu, Camil | Dimensiuni: 50 x 65 cm Material: Ulei pe carton, pictare | Semnat dreapta jos: C. Ressu. Nedatat. | Muzeul Memorial „Octavian Goga”, Ciucea | Cimec    |
|      | Octavian Goga Autor: Ressu, Camil | Datare: 1920 Dimensiuni: 70 x 55 cm Material: Ulei pe carton, pictare | Semnat și datat stânga jos: C. Ressu. | Muzeul Memorial „Octavian Goga”, Ciucea | Cimec    |
|      | Vedere din Bucovina Autor: Popp, Aurel                                                                                               | Datare: 1916 Dimensiuni: 45 x 33 cm Material: Ulei pe carton, pictare | Semnat și datat stânga jos: „A. Popp, Bucovina '916 III17”. | Muzeul Memorial „Octavian Goga”, Ciucea | Cimec    |
|      | Femeie la oglindă Autor: Pallady, Theodor                                                                                            | Dimensiuni: 60 x 73 cm Material: Ulei pe carton, pictare | Semnat stânga jos: „TP”. Nedatat | Muzeul Memorial „Octavian Goga”, Ciucea | Cimec    |
|      | Furtună Autor: Popea, Elena | Dimensiuni: 19 x 24 cm Material: Ulei pe carton, pictare | Semnat stânga jos: „Elena Popea”. Nedatat. | Muzeul Memorial „Octavian Goga”, Ciucea | Cimec    |
|      | Bujori Autor: Popea, Elena | Dimensiuni: 48 x 60 cm Material: Ulei pe hârtie cașerată pe carton, pictare | Nedatat. | Muzeul Memorial „Octavian Goga”, Ciucea | Cimec    |
|      | Femeie bretonă cu doi copii Autor: Popea, Elena                                                                                      | Dimensiuni: 39 x 49 cm Material: Ulei pe carton, pictare | Semnat dreapta jos: „Elena Popea”. Nedatat. | Muzeul Memorial „Octavian Goga”, Ciucea | Cimec    |
|      | Peisaj Autor: Nagy Oszkár | Datare: 1910 Dimensiuni: 57 x 45 cm Material: Ulei pe carton, pictare | Semnat și datat dreapta jos: „Nagy Oszkar '910”. | Muzeul Memorial „Octavian Goga”, Ciucea | Cimec    |
|      | Natură statică Autor: Pallady, Theodor                                                                                               | Dimensiuni: 73 x 57 cm Material: Ulei pe carton, pictare | Semnat stânga jos: „T. Pallady”. Nedatat. | Muzeul Memorial „Octavian Goga”, Ciucea | Cimec    |
|      | Vedere din Balcic Autor: Dărăscu, Nicolae                                                                                            | Dimensiuni: 48 x 60 cm Material: Ulei pe pânză, pictare | Semnat dreapta jos: „Dărăscu”. Nedatat. | Muzeul Memorial „Octavian Goga”, Ciucea | Cimec    |
|      | Marină Autor: Dărăscu, Nicolae | Datare: 1936 Dimensiuni: 92 x 73 cm Material: Ulei pe pânză, pictare | Semnat și datat stânga jos: „Dărăscu”. | Muzeul Memorial „Octavian Goga”, Ciucea | Cimec    |
|      | Natură statică cu ceas Autor: Dărăscu, Nicolae                                                                                       | Dimensiuni: 60 x 73 cm Material: Ulei pe pânză, pictare | Semnat stânga jos: „Dărăscu”. Nedatat. | Muzeul Memorial „Octavian Goga”, Ciucea | Cimec    |
|      | Peisaj la Sighet Autor: Marchini, Tasso                                                                                              | Dimensiuni: 44 x 38 cm Material: Ulei pe pânză, pictare | Semnat dreapta sus: „Tasso Marchini”. Nedatat. | Muzeul Memorial „Octavian Goga”, Ciucea | Cimec    |
|      | Pom singuratic Autor: Nagy Istvan | Datare: 1932 Dimensiuni: 87 x 70 cm Material: Pastel | Semnat și datat dreapta jos: „Nagy Istvan 1932”. | Muzeul Memorial „Octavian Goga”, Ciucea | Cimec    |
|      | Octavian Goga Autor: Eder, Hans | Datare: 1936 Dimensiuni: 92 x 74 cm Material: Ulei pe pânză, pictare | Semnat și datat stânga sus: „HE '36”. | Muzeul Memorial „Octavian Goga”, Ciucea | Cimec    |
|      | Balcic Autor: Grigorescu, Lucian | Dimensiuni: 50 x 65 cm Material: Tempera, pictare | Semnat stânga jos: „L. Grigorescu”. Nedatat. | Muzeul Memorial „Octavian Goga”, Ciucea | Cimec    |
|      | Natură statică Autor: Grigorescu, Lucian                                                                                             | Dimensiuni: 62 x 47 cm Material: Tempera, pictare | Semnat dreapta mijloc: „L. Grigorescu”. Nedatat. | Muzeul Memorial „Octavian Goga”, Ciucea | Cimec    |
|      | Sfântul Gheorghe Autor: Grigorescu, Nicolae                                                                                          | Dimensiuni: 13 x 11 cm Material: Ulei pe lemn, pictare | Inscripții pe verso: „Certific autenticitatea icoanei de pe verso ca fiind opera pictorului Nicolae Grigorescu”; „Al. Steriadi, 16 oct '929. Sunt de acord cu D. Steriadi; Al.T. Samurcaș, 20 aprilie 1930.”. | Muzeul Memorial „Octavian Goga”, Ciucea | Cimec    |
|      | Drum la țară Autor: Bunescu, Marius                                                                                                  | Dimensiuni: 70 x 90 cm Material: Ulei pe pânză, pictare | Semnat stânga jos: „Bunescu”. Nedatat. | Muzeul Memorial „Octavian Goga”, Ciucea | Cimec    |
|      | Natură statică cu flori Autor: Dimitrescu, Ștefan                                                                                    | Dimensiuni: 58 x 47 cm Material: Ulei pe pânză, pictare | Semnat dreapta jos: „Șt. Dimitrescu”. Nedatat. | Muzeul Memorial „Octavian Goga”, Ciucea | Cimec    |
|      | Palatul Ca'd'Oro Autor: Dărăscu, Nicolae                                                                                             | Dimensiuni: 80 x 87 cm Material: Ulei pe pânză, pictare | Semnat stânga jos: „Dărăscu”. Nedatat. | Muzeul Memorial „Octavian Goga”, Ciucea | Cimec    |
|      | Două fetițe bretone Autor: Maniu-Mützner, Rodica                                                                                     | Dimensiuni: 45 x 60 cm Material: Ulei pe carton | Nedatat. | Muzeul Memorial „Octavian Goga”, Ciucea | Cimec    |